# Geschichte der Migros

Logo der Migros

Die Geschichte der Migros beschreibt die Entwicklung der Schweizer Detailhandelskette Migros von ihrer Gründung im Jahr 1925 bis zur Gegenwart.
Das in Zürich von Gottlieb Duttweiler gegründete Unternehmen betrieb zunächst ambulanten Handel mit Lebensmitteln von Verkaufswagen aus. Herausgefordert durch Boykotte und Liefersperren der etablierten Lebensmittelhändler und Markenartikelhersteller sowie behördliche Schikanen, war die Migros früh gezwungen, Filialgeschäfte zu eröffnen und Eigenmarken zu produzieren. 1941 wandelte Duttweiler das Unternehmen von einer Aktiengesellschaft in regionale Genossenschaften um, die im Migros-Genossenschafts-Bund (MGB) zusammengeschlossen sind. Zu den zahlreichen Unternehmen der Migros-Gruppe gehören unter anderem das Reisebüro Hotelplan (seit 1935), das Erwachsenenbildungsinstitut Klubschule Migros (seit 1944), der Medienhändler Ex Libris (seit 1950), die Migrol-Tankstellen (seit 1957), die Migros-Bank (seit 1957) und die Convenience-Shop-Kette Migrolino (seit 2009).
Expansionen ins Ausland waren lange Zeit wenig erfolgreich: Die Migros-Verteilungs-GmbH in Berlin musste 1933 nach nur einem Jahr aufgeben, die 1954 entstandene Migros Türk hat ausser ihrem Namen seit 1975 keine Beziehungen mehr zum MGB. Die Zusammenarbeit mit Konsum Österreich geriet Mitte der 1990er Jahre zu einem finanziellen Debakel. Hingegen etablierte sich in den 1990er Jahren die Genossenschaft Migros Genf in der französischen Nachbarschaft und 2013 übernahm die Genossenschaft Migros Zürich das deutsche Unternehmen Tegut. In der Schweiz kaufte der MGB zahlreiche Unternehmen zu, darunter den Discounter Denner (2007). Von 1997 bis 2019 gehörte die Warenhauskette Globus ebenfalls zur Migros. Durch die Zusammenarbeit mit LeShop (2003) und Digitec Galaxus (2015) erreichte die Migros eine führende Stellung im Schweizer Onlinehandel.

## Detailhandel

### Erste Jahre

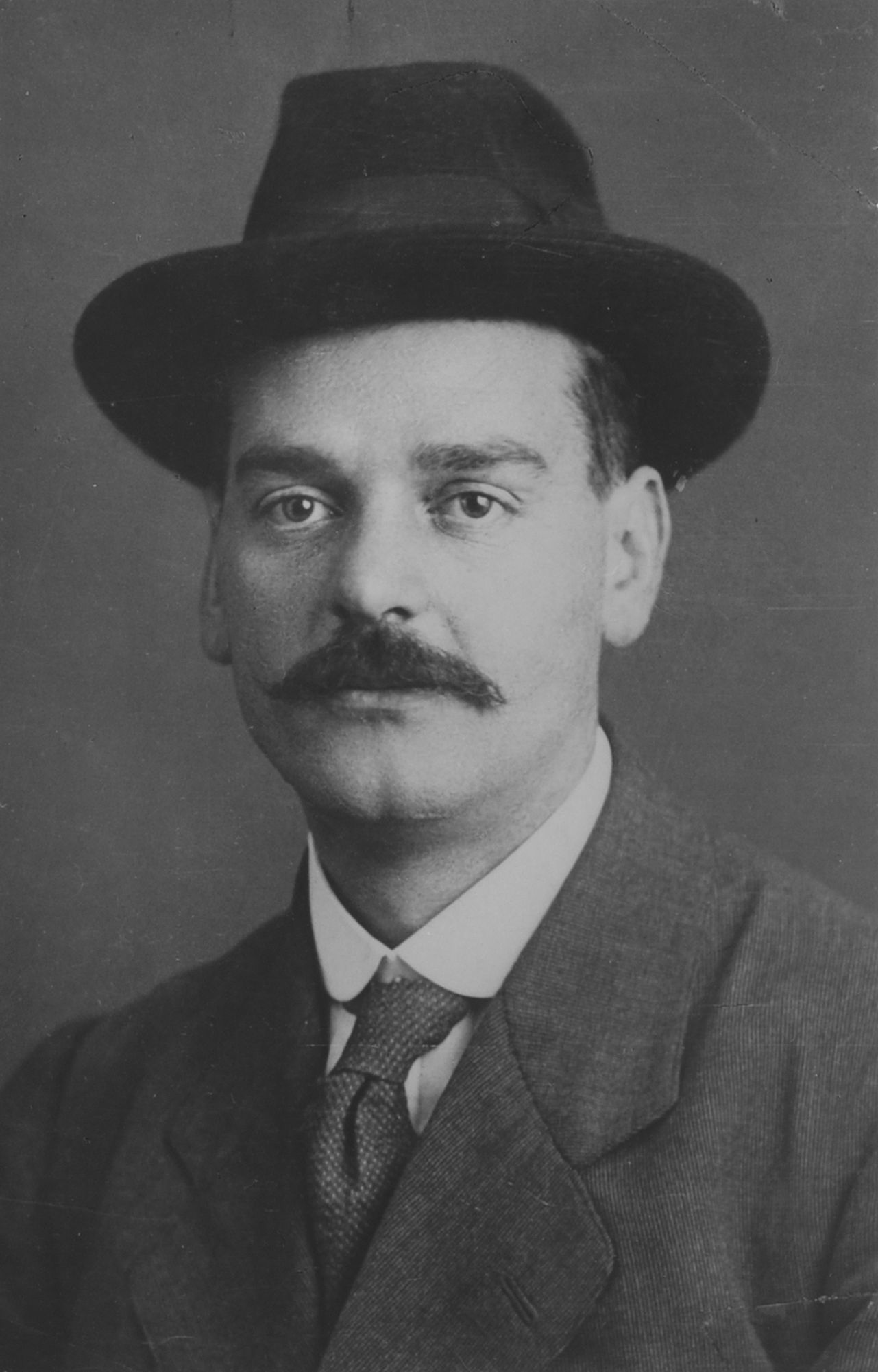
Migros-Gründer Gottlieb Duttweiler (1915)

Dem Kaufmann Gottlieb Duttweiler fielen Mitte der 1920er Jahre die grossen Preisunterschiede zwischen Gross- und Detailhandel auf. Er fand heraus, dass die Schweizer Lebensmittelpreise innerhalb weniger Jahre stark angestiegen und mittlerweile die höchsten Europas waren. Gründe dafür waren die Zersplitterung des Detailhandels in unzählige Kleinunternehmen mit geringem Umsatz, zu teure Ladeneinrichtungen und -mieten, Verderb der Lebensmittel durch zu lange Lagerung, hohe Spesen durch Rabattsysteme und kleine Bezugsmengen, Preisvorschriften von Markenartikelherstellern, aufwändiges Abwägen und Verpacken kleinster Mengen, hoher Werbeaufwand sowie das Anschreibenlassen. Duttweilers Meinung nach war nur die konsequente Anwendung der Prinzipien des Fordismus und Taylorismus imstande, die Kosten für Endverbraucher nachhaltig zu senken: Grosser Umsatz bei kleiner Gewinnmarge, Dienst am Konsumenten, dessen Beteiligung am Vorteil des steigendem Umsatzes durch Verbilligung der Ware, Typisierung der Artikel, kleine Lagerbestände und grösstmögliche Ausnützung der Arbeitsstunden. Unerlässlich für das Erreichen dieser Ziele waren die Ausschaltung des Zwischenhandels, die Rationalisierung des Verkaufs und der Verzicht auf Markenartikel.

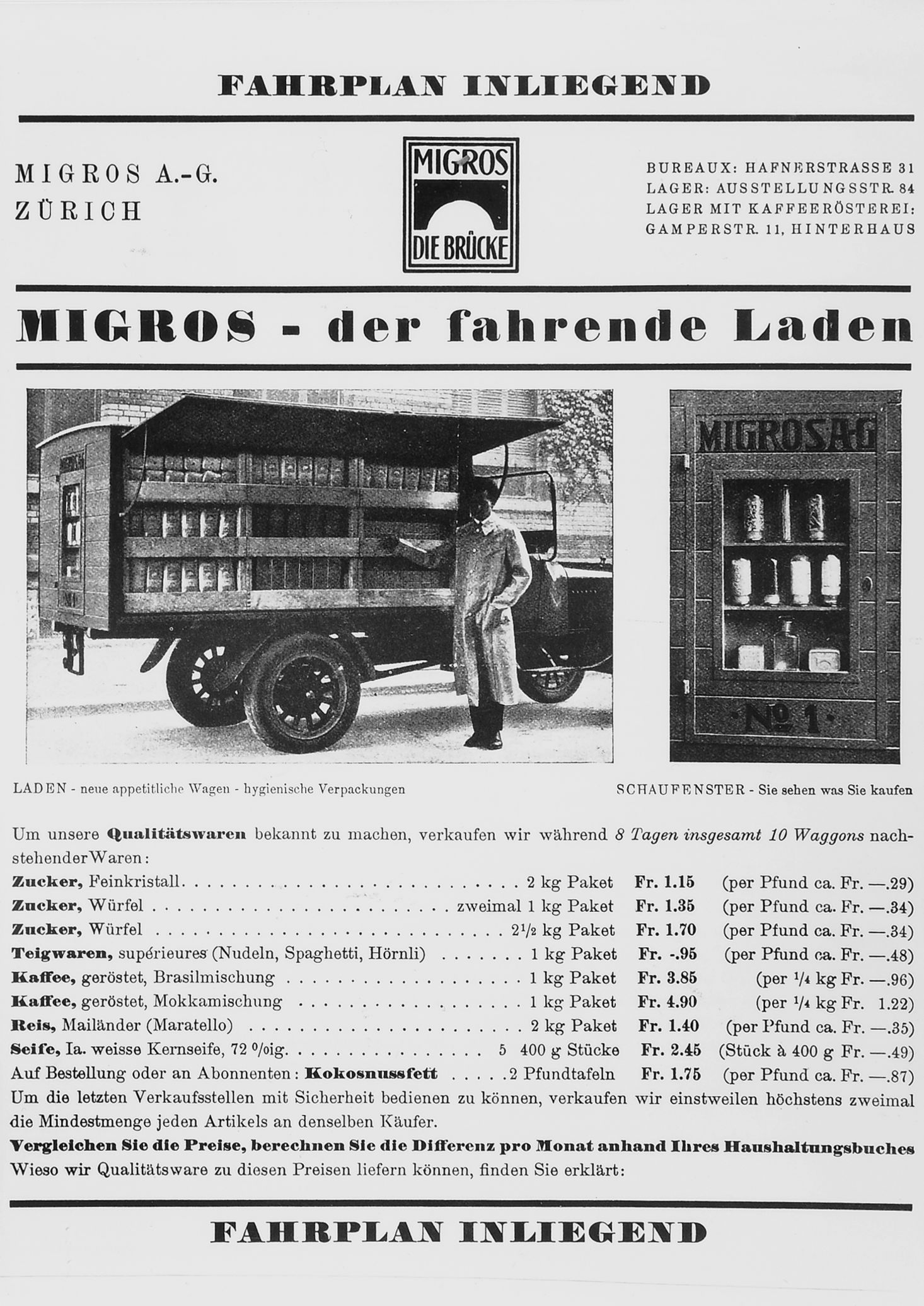
Erste Preisliste der Migros (1925)

Am 11. August 1925 gründete Duttweiler zusammen mit seinem Cousin Paul Meierhans, dem Buchhalter Rudolf Peter, dem Prokuristen Fritz Keller und dem Rechtsanwalt Hermann Walder die Migros als Aktiengesellschaft mit einem Kapital von 100'000 Franken. Walder präsidierte den Verwaltungsrat, während Duttweiler als Geschäftsführer agierte. Vier Tage später folgte der Eintrag ins Handelsregister. Die Entstehung des Namens Migros kann nicht mehr genau eruiert werden, da selbst Duttweiler – der immer in Anspruch nahm, ihn erfunden zu haben – verschiedene Versionen erzählte. Die gängigste Erklärung bezieht sich auf die angestrebte preisliche Positionierung in der Mitte zwischen en-gros (Grosshandel) und en-détail (Detailhandel), also gewissermassen mi-gros (Mittelhandel). Fünf umgebaute Lastwagen des Modells Ford TT befuhren am 25. August erstmals nach festem Fahrplan mehrere Routen in der Stadt Zürich und boten sechs schnelldrehende Artikel in schlichten Verpackungen an; die Verkaufszeit an den Haltestellen war auf 15 Minuten begrenzt. Der Einsatz von Verkaufswagen im ambulanten Handel ermöglichte im Vergleich zur Konkurrenz eine Senkung der Preise um bis zu 30 Prozent.
Im ersten Jahr verfügte die Migros AG über ein Büro, ein Lager und eine kleine Kaffeerösterei. Sie beschäftigte 25 Mitarbeiter und erzielte einen Umsatz von 778'500 Franken. Bereits im Oktober 1925 kamen Routen ausserhalb der Stadt hinzu, auch die Zahl der angebotenen Artikel erhöhte sich laufend. Zur weiteren Kostensenkung sparte die Migros im Januar 1926 die Beifahrer ein, sodass die Chauffeure den Verkauf allein bewältigen mussten. Damit sie beim Wechselgeldzählen nicht unnötig Zeit verloren, kam eine weitere Innovation hinzu: runde Preise für ungerade Gewichtsmengen. Obwohl dies überhaupt nicht den bisherigen Einkaufsgewohnheiten entsprach, stieg der Umsatz deutlich. Auf vielfachen Wunsch von Kunden, die nicht zu den festgelegten Zeiten an den Haltestellen sein konnten, eröffnete die Migros im Dezember 1926 an der Ausstellungsstrasse in Zürich ihren ersten Laden. Die Einrichtung war sehr einfach und kostete lediglich 200 Franken; beispielsweise hingen Würste von einem Liftseil und eine Zigarrenkiste diente als Kasse. Mit der Eröffnung eines Ladens in Aarau im Oktober 1927 nahm die Expansion über die Kantonsgrenze hinweg ihren Anfang.
Die Zahl der Filialen, Routen, Haltestellen und Mitarbeiter nahm laufend zu, ebenso der Umsatz. Da es aus logistischer Sicht nicht mehr möglich war, sämtliche Verkaufswagen und Läden von Zürich aus zu beliefern, gründete die Migros im Januar 1930 in St. Gallen die erste Zweigniederlassung. Noch im selben Jahr kamen weitere in Basel und Bern hinzu. Um das Problem der immer stärker werdenden Raumnot am Hauptsitz in Zürich zu lösen, beschloss sie 1931, das frühere Fabrikgebäude der Seidenfärberei Meier an der Limmatstrasse zu mieten und später zu kaufen. 1932 eröffnete das Unternehmen drei Filialen im Kanton Neuenburg und war damit nun auch in der Romandie präsent, ebenso gründete sie weitere Zweigniederlassungen in Luzern und Schaffhausen.
1933 machte sich Duttweiler erstmals Gedanken, ob eine Genossenschaft allenfalls eine geeignetere Rechtsform für ein Grossunternehmen des Detailhandels sei. Dieses Ziel verwirklichte er zunächst im kleinen Rahmen im Kanton Tessin. Dort wurde im August 1933 die Migros Società Cooperativa fra produttori e consummatori gegründet, die heutige Cooperativa Migros Ticino. Sie verpflichtete sich, Ernten und Produkte der Landwirte zu fairen Preisen abzunehmen und gleichzeitig die Lebensmittelpreise für Haushalte und die krisengeschüttelte Hotellerie zu senken. Ebenso setzte sie Programme zur Förderung der Landwirtschaft um, indem sie beispielsweise den Tomatenpflanzern Setzlinge zum Einstandspreis zur Verfügung stellte oder Absatzmärkte für Frühkartoffeln erschloss.

### Störaktionen und Prozesse

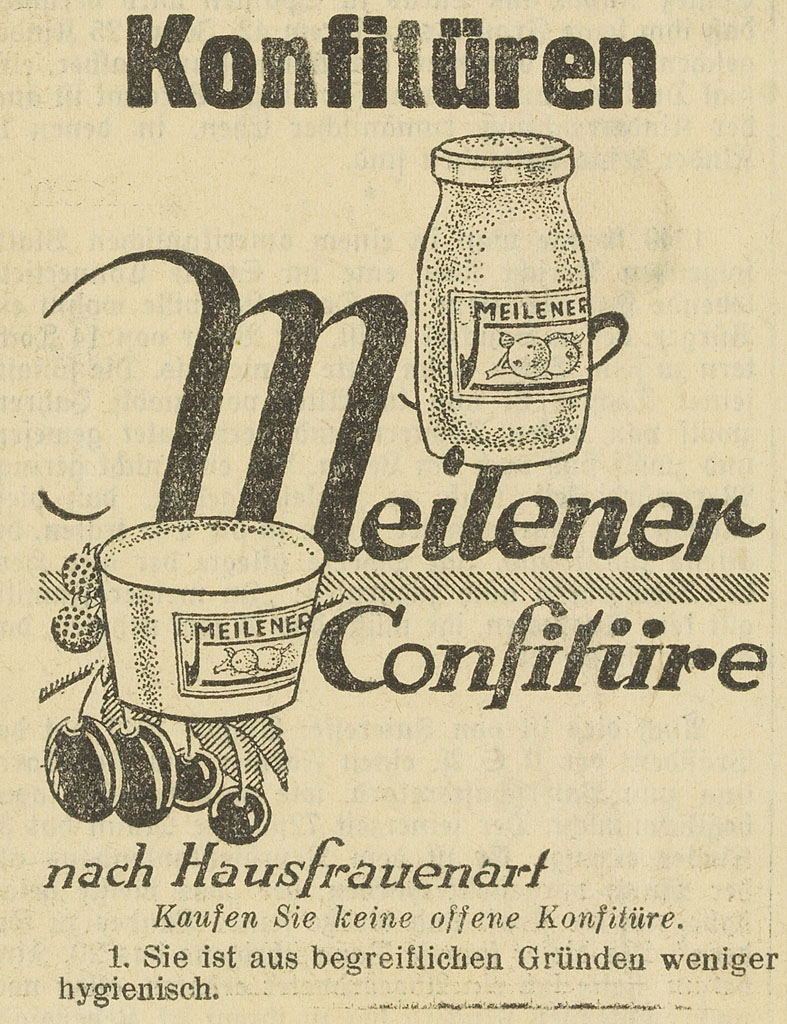
Werbung für selbst hergestellte Konfitüre

In ihren Anfangsjahren stand die Migros einer breiten Front von Lebensmittelhändlern, Verbänden, Politikern und Markenartikelherstellern gegenüber. Sie betrachteten das neue, mit ungewöhnlichen Mitteln operierende Unternehmen als Gefahr für den staatstragenden Mittelstand und versuchten, die Konkurrenz mit verschiedenen Mitteln aus dem kartellistisch geordneten Detailhandel zu verdrängen. Provokateure bedrängten die wartenden Kunden oder denunzierten sie bei ihren Arbeitgebern, wurden den Chauffeuren gegenüber handgreiflich und sabotierten die Verkaufswagen. Verbandsfunktionäre griffen das Unternehmen in polemischen Zeitungsartikeln an oder gaben verleumderische Leserbriefe in Auftrag. Verbände beschlossen Liefersperren und drohten ihren Mitgliedern mit Boykotten, sollten sie die Migros weiterhin beliefern. Einzelne lieferwillige Produzenten deponierten ihre Ware nachts in geheimen Lagern, wo die Chauffeure sie am Morgen abholten. Das Unternehmen antwortete darauf, indem es 1928 begann, viele seiner Produkte selbst herzustellen (siehe Kapitel Eigenproduktion).
Den oft geäusserten Vorwurf, der ambulante Lebensmittelverkauf sei unhygienisch, konterte die Migros einen Monat nach Verkaufsstart mit einem Gutachten von Wilhelm von Gonzenbach. Der Direktor des Hygienisch-Bakteriologischen Instituts der ETH Zürich kam darin zum Schluss, dass der Verkauf verschlossener Lebensmittel von Lastwagen aus unbedenklich sei und sogar zur Hebung der Volksgesundheit beitrage, da weite Bevölkerungskreise mit frischer Ware versorgt würden. Durch den unerwarteten Verkaufserfolg von Süssmost im Jahr 1928 überrascht, beschloss die Migros, auf den lukrativen Verkauf von Alkohol und Tabakwaren zu verzichten (die sie damals wegen der Boykotte ohnehin nicht anbieten konnte). Die konsequente Ausrichtung des Marketings auf lebensreformerische und sozialhygienische Bestrebungen stärkte werbeträchtig die Eigenmarken der Migros, wodurch sie sich vom Image des reinen Discounters entfernte und sich als Anbieterin preiswerter und gesunder Produkte von hoher Qualität positionierte.
Mit Nachahmerprodukten begann die Migros etablierten Markenartikeln Konkurrenz zu machen. Markennamen und Verpackungen lehnten sich eng an die Originale an oder parodierten diese. Mit sorgfältig vorbereiteten Provokationen dieser Art, aber auch mit polemischen Zeitungsartikeln beabsichtigte Duttweiler, die Konkurrenten zu Klagen herauszufordern – meist mit Erfolg. Die öffentlichkeitswirksamen Zivil- und Strafprozesse, bei denen es in der Regel um Namensschutz, Markenschutz und unlauteren Wettbewerb ging, verhalfen dem Unternehmen schweizweit zu grosser Publizität und viel Gratiswerbung. Allenfalls verhängte Geldbussen waren verhältnismässig gering, besonders wenn man sie dem daraus erzielten Werbeeffekt gegenüberstellte. Auch fremde Unternehmen versuchten, vom zunehmenden Erfolg der Migros zu profitieren. 1929 nannte sich ein Schuhgeschäft in Zürich Migros-Schuhhaus AG. Bis 1933 traten zehn weitere Nachahmer in Erscheinung, darunter Textil-Migros-Gesellschaft, Möbel-Migros oder Strumpf-Migros. Duttweiler liess am 4. November 1931 beim Amt für Geistiges Eigentum das Wort Migros als Marke schützen. Daraufhin zogen drei Unternehmen, die sich ebenfalls Migros nannten, den Fall bis vor das Bundesgericht. Dieses entschied am 7. März 1933 zugunsten des Originals.

### Politische Hindernisse

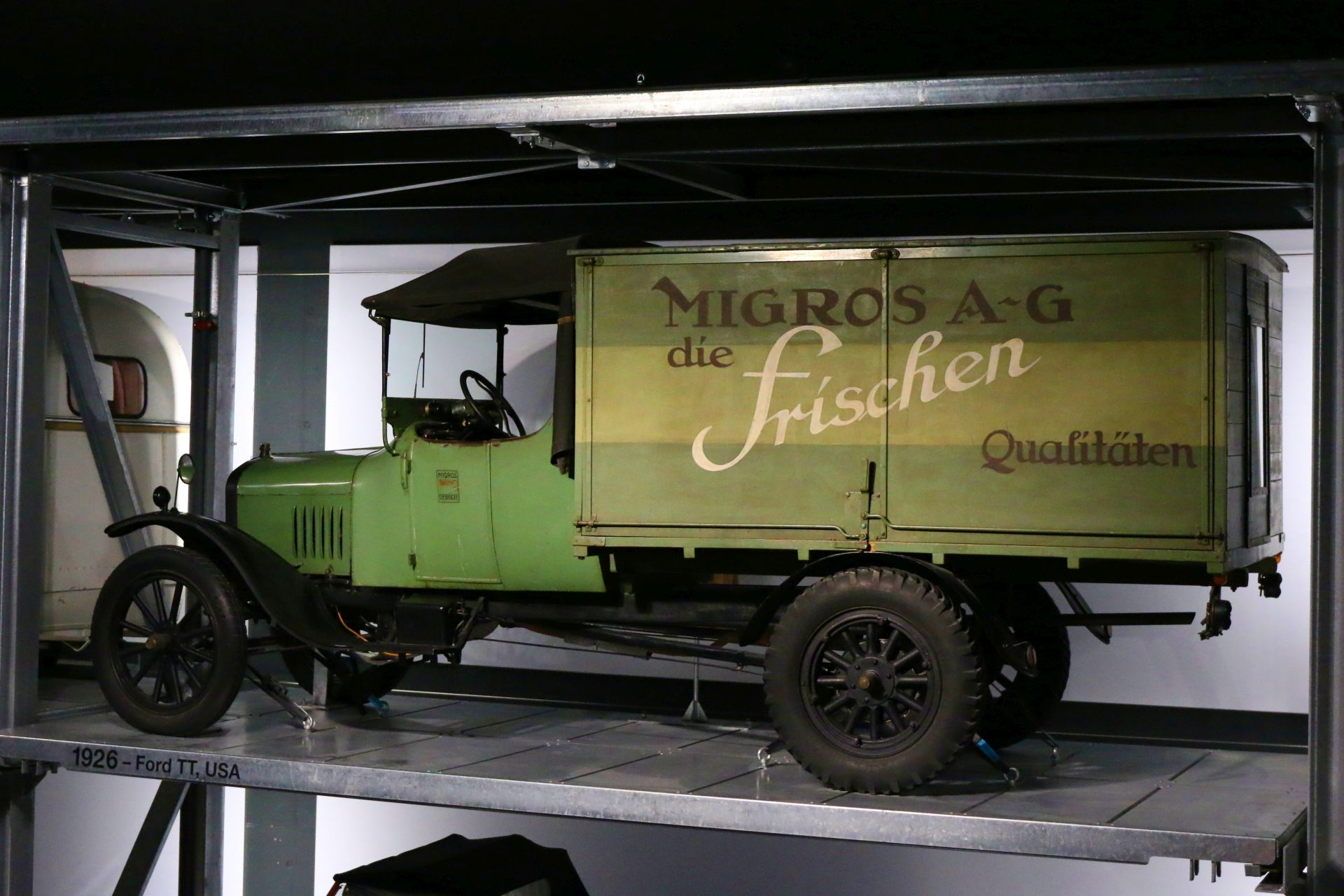
Migros-Verkaufswagen von 1926 im Verkehrshaus der Schweiz

Die Gegnerschaft ging dazu über, Einfluss auf Kantons- und Gemeindebehörden auszuüben und strebte Änderungen der gesetzlichen Bestimmungen für Hausierer an, denen der ambulante Handel unterworfen war. Jeder Kanton legte die Höhe der Gebühren für die Verkaufswagen nach Gutdünken selbst fest, während zahlreiche Gemeinden zusätzliche Haltestellengebühren verlangten oder schikanöse Auflagen machten. Die Migros setzte sich konsequent über Anordnungen hinweg und nahm dabei bewusst Strafanzeigen und Geldbussen in Kauf, worauf sie Amtsstellen in langwierige Verwaltungsverfahren verwickelte, die sich öffentlichkeitswirksam oft über mehrere Instanzen hinwegzogen. Im Kanton Aargau untersagte der Regierungsrat 1926 die Ausfahrt der Verkaufswagen. Nachdem das Bundesgericht dieses Verbot als rechtswidrig beurteilt hatte, setzte er die Gebühren so hoch an, dass die Migros für längere Zeit auf den Einsatz von Verkaufswagen verzichtete. Als am 27. März 1930 erstmals Verkaufswagen in Bern ausfuhren, beschlagnahmte die Stadtpolizei diese vorübergehend wegen fehlender Bewilligungen. Die vom Journalisten Alfred A. Häsler verbreitete Legende, wonach einer der Angestellten von einem Flugzeug aus Flugblätter auf die Stadt abgeworfen haben soll, um gegen das Verkaufswagenverbot zu protestieren, ist aufgrund fehlender neutraler Quellen schwer überprüfbar. Per 1. März 1932 beendete die Migros den Wagenverkauf im Kanton Bern. Jährlich wären für vier Wagen rund 50'000 Franken an kantonalen und kommunalen Gebühren fällig geworden, was annähernd vier Prozent des Wagenumsatzes entsprochen hätte. Unter diesen Bedingungen lohnte sich der ambulante Verkauf dort nicht mehr.
Der Wagenverkauf war Thema mehrerer kantonaler Volksabstimmungen. Im Januar 1935 unterbreitete der Regierungsrat des Kantons Thurgau dem Grossen Rat ein Gesetz, das Jahresgebühren von bis zu 48'000 Franken pro Wagen erlaubt hätte. Nach einer Intervention von Migros-Lieferanten senkte er in der zweiten Lesung die Höchstgebühr auf 10'000 Franken. Nachdem die Migros und ihre Sympathisanten ein Referendum zustande gebracht hatten, lehnte das Volk am 10. Mai 1936 die Verschärfung des Gesetzes mit 14'736 zu 8569 Stimmen deutlich ab. Im Kanton St. Gallen beschloss der Grosse Rat im Mai 1935 eine Gesetzesverschärfung, die Gebühren von bis zu 1000 Franken monatlich vorsah. Auch hier brachte das Unternehmen ein Referendum zustande und setzte sich in der Abstimmung vom 26. Juli 1936 mit 28'235 zu 22'289 Stimmen durch. Einen besonders schweren Stand hatten die Gegner im Kanton Zürich. Im Mai 1934 sammelte die Migros mehr als 115'000 Unterschriften für eine Petition, die sich gegen eine übermässige Belastung durch «Spezialsteuern» aussprach. Trotz dieser deutlichen Willensäusserung beschloss der Kantonsrat zwei Jahre später eine Vervierfachung der Monatsgebühr auf 385 Franken. Das Ergebnis der Volksabstimmung vom 13. Dezember 1936 fiel mit 86'357 zu 38'519 Stimmen in überwältigender Weise zugunsten der Migros aus.
In anderen Kantonen musste das Unternehmen Niederlagen hinnehmen, mit unterschiedlichen Auswirkungen. Im Kanton Appenzell Ausserrhoden forderten gewerbliche Kreise eine jährliche Wagengebühr von bis zu 36'000 Franken, die regierungsrätliche Gesetzesvorlage war weitaus weniger prohibitiv (500 Franken monatlich). Die Landsgemeinde stimmte 1932 der Vorlage zu; angesichts des knappen Ergebnisses setzte der Regierungsrat die Monatsgebühr auf 300 Franken fest. Im Kanton Basel-Landschaft beschloss der Landrat im März 1932 einstimmig ein Gesetz, das die maximale Jahresgebühr von 400 auf 6000 Franken erhöhte. Nachdem es in der Abstimmung vom 24. April 1932 relativ knapp mit 6826 zu 6312 Stimmen angenommen wurde, legte der Regierungsrat die Jahresgebühr auf 4000 Franken fest, was der Migros zu hoch erschien. Deshalb lancierte sie eine Gesetzesinitiative, um den Höchstsatz auf 2000 Franken zu halbieren. Diese scheiterte am 28. Mai 1933 klar mit 6826 zu 13'728 Stimmen, worauf das Unternehmen am 8. August dort den Wagenverkauf für mehrere Jahre einstellte. Als die Landsgemeinde des Kantons Glarus am 7. Mai 1933 die Monatsgebühr auf 550 Franken anhob, verzichtete die Migros bis 1957 auf die bereits geplante Ausfahrt von Verkaufswagen. Das Verwaltungsgericht des Kantons Basel-Stadt befand im März 1931, dass Gebühren für Verkaufswagen gesetzeswidrig seien, stand damit aber ab Januar 1932 im Widerspruch zum Bundesgericht. Der Grosse Rat beschloss daraufhin eine Gesetzesänderung mit monatlichen Gebühren von maximal 600 Franken. In der Volksabstimmung vom 11. März 1934 wurde die Änderung mit 18'692 zu 15'283 Stimmen angenommen. Das Polizeidepartement begnügte sich daraufhin mit 100 Franken monatlich, was Duttweiler in einem Flugblatt ausdrücklich als fair bezeichnete. Im Kanton Schaffhausen schliesslich genehmigte der Kantonsrat oppositionslos ein neues Hausierergesetz mit Gebühren von bis zu 800 Franken monatlich. Das Volk nahm es am 6. Mai 1934 mit 5704 zu 4585 Stimmen an. Der Regierungsrat setzte daraufhin die Monatsgebühr auf 500 Franken fest, was die Migros akzeptierte.

### Einschränkung durch das Filialverbot
Seit dem Beginn der Weltwirtschaftskrise war die Schweizer Wirtschaftspolitik zunehmend von dirigistischen Massnahmen zum Schutz verschiedener Branchen geprägt. Vor allem der Schweizerische Gewerbeverband (SGV) und die Mittelstandsvereinigung Neue Schweiz forderten die Eindämmung grosser Detailhandelsunternehmen. Am 14. Oktober 1933 erliess der Bundesrat auf Antrag beider Kammern der Bundesversammlung einen Bundesbeschluss über das «Verbot der Eröffnung und Erweiterung von Warenhäusern, Kaufhäusern, Einheitspreisgeschäften und Filialgeschäften». Ab 10. November 1933 galt das Filialverbot auch für Geschäfte von Grossunternehmungen des Lebensmittel-Detailhandels. Der Bundesbeschluss richtete sich nicht explizit gegen die Migros, da er auch Konsumgenossenschaften und andere Filialketten betraf, dennoch war sie als aufstrebendes und expansives Unternehmen besonders betroffen. Sie musste vier Filialen in Birsfelden, Lugano, Pratteln und Rheinfelden, die zwischen dem 5. September und dem 10. November eröffnet worden waren, wieder schliessen. Der auf zwei Jahre begrenzte Bundesbeschluss war als dringlich erklärt worden, weshalb kein fakultatives Referendum dagegen ergriffen werden konnte. Im Kampf gegen das Gesetz, das gemäss den renommierten Staatsrechtlern Fritz Fleiner und Zaccaria Giacometti die verfassungsmässig garantierte Wirtschaftsfreiheit verletzte, organisierte die Migros eine Petition, die in zwölf Kantonen über 230'000 Unterschriften einbrachte. Trotzdem wurde das Filialverbot mehrmals verlängert und blieb insgesamt zwölf Jahre lang in Kraft. Während dieser Zeit war das Unternehmen auf 98 Filialen beschränkt, nur aufgrund kantonaler Ausnahmeregelungen kamen drei weitere hinzu.
Als der Schweizer Franken im September 1936 um 30 Prozent abgewertet wurde, verzichtete die Migros auf Preiserhöhungen und nahm damit bei Importwaren bewusst Verluste in Kauf, bis die Regierung einige Wochen später die Zolltarife senkte. 1937 folgte die Einführung des Giro-Dienstes, bei dem selbständige Lebensmittelläden das Migros-Vertriebssystem übernahmen und Migros-Produkte zu günstigeren Konditionen beziehen konnten, aber in der Gestaltung des Sortiments und beim Einkauf frei blieben. Dutzende Läden schlossen sich diesem Partnerprogramm an. Mehrere Kantone hielten den Giro-Dienst für eine Umgehung des Filialverbots, während das Volkswirtschaftsdepartement befand, dass Giro-Läden keine Migros-Filialen seien. Angesichts der sich verschärfenden weltpolitischen Lage rief die Migros im September 1938 ihre Stammkunden dazu auf, sich registrieren zu lassen. Sie erhielten im Gegenzug einen Kundenausweis, mit dem sie bei Versorgungsengpässen bevorzugt behandelt wurden. Noch im selben Monat bewährte sich das System, als die Schweiz während der Sudetenkrise von einer Hamsterkaufwelle betroffen war.

### Umwandlung in eine Genossenschaft
Am 1. Juni 1940 gab Duttweiler die Umwandlung der Migros AG in eine Genossenschaft bekannt. Diesem Schritt waren interne Auseinandersetzungen vorangegangen, in deren Folge Verwaltungsratspräsident Hermann Walder aus dem Unternehmen ausschied. Die übrigen Verwaltungsräte wollten Duttweiler von seinem Vorhaben abbringen und baten seine Ehefrau Adele Duttweiler-Bertschi, ihn umzustimmen, doch sie stand hinter seiner Entscheidung. Um die Migros mitsamt ihrer Zweigniederlassungen und Tochtergesellschaften in genossenschaftliche Strukturen überführen zu können, war ihre Liquidation und anschliessende Neugründung erforderlich. Die neue Unternehmensstruktur umfasste zehn autonome regionale Genossenschaften, die zusammen den Migros-Genossenschafts-Bund (MGB) bildeten. Der MGB behielt die Kontrolle über die Produktionsbetriebe und besorgte den grössten Teil des Einkaufs, während die Genossenschaften sich hauptsächlich auf den Verkauf konzentrierten. 1940/41 gehörte Hans Müller zu den Mitverfassern der Migros-Genossenschaftsstatuten.
Duttweiler wollte die neue Organisation ursprünglich Genossenschaft Grütli (ältere Form von Rütli) nennen. Das Handelsregisteramt lehnte den Namen ab, weil «die Verbindung mit einem historischen Namen beim Konkurrenzkampf mit anderen Verkaufsorganisationen das nationale Empfinden des Volkes stören dürfte». Das Bundesgericht schloss sich am 17. Dezember 1940 dieser Beurteilung an. Zur bereits bestehenden Genossenschaft im Kanton Tessin kamen 1941 folgende hinzu: Basel (28. Januar), Schaffhausen (10. Februar), Zürich (24. März), St. Gallen (2. Mai), Bern (7. November), Solothurn (22. November), Luzern (11. Dezember) und Neuenburg (30. Dezember). Den Abschluss bildete die Aargauer Genossenschaft am 24. Januar 1942. Im ersten Jahr zählte der MGB 75'540 Genossenschafter. Es handelte sich dabei neben den Angestellten um jene Stammkunden, denen 1938 eine Kundenkarte überreicht worden war. Sie erhielten je einen Anteilschein im Wert von 30 Franken geschenkt. In den folgenden Jahren stieg die Zahl der Genossenschafter kontinuierlich. Ab 1949 waren neu ausgegebene Anteilscheine für zehn Franken erhältlich.

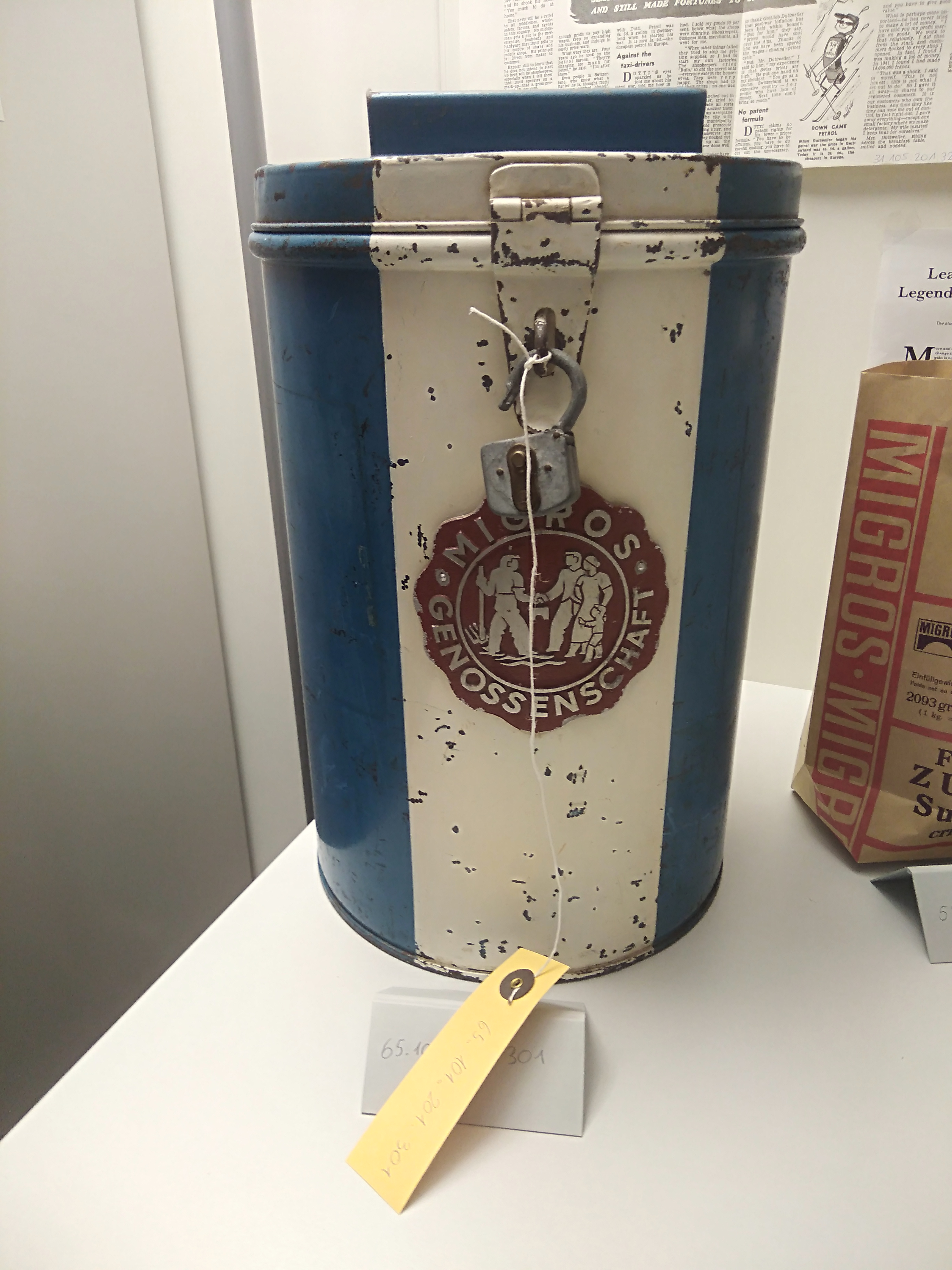
Urabstimmungsurne

Es bestanden beträchtliche Unterschiede zur herkömmlichen Genossenschaftsbewegung. Während die traditionellen, organisch gewachsenen Konsumgenossenschaften pluralistisch waren und aus Rücksicht auf unterschiedliche politische Meinungen eine vorsichtige Geschäftsstrategie verfolgten, galt Duttweiler als unbestrittene charismatische Führungsfigur, weshalb die Migros ihre expansive Stossrichtung beibehielt. Im Gegensatz zu den basisdemokratisch organisierten Genossenschaften alter Tradition besass der MGB eine Top-down-Struktur mit einer Machtkonzentration beim Management, während die in Urabstimmungen gewählten Genossenschaftsräte über keine echte Entscheidungskompetenz verfügten und die Genossenschafter nur bei wenigen strategischen Entscheidungen befragt wurden. Die in einem einzigen Gründungsakt entstandenen regionalen Genossenschaften waren völlig frei vom Einfluss fremder Kapitalgeber, aber bestimmten vorgegebenen Prinzipien des MGB unterworfen. Dadurch hatten sie, wie von Duttweiler gewollt, eher den Charakter von Stiftungen. Eine weitere Besonderheit ist, dass der MGB bis heute zwar die Markenrechte und die meisten übernommenen oder selbst gegründeten Unternehmen ausserhalb des Detailhandels besitzt, jedoch rechtlich den regionalen Genossenschaften gehört und von diesen zu einem beträchtlichen Teil kontrolliert wird. Im Gründungsjahr 1941 bezog der MGB einen neuen Hauptsitz, der am alten Standort in Zürich errichtet worden war. Dort fand am 26. Juni 1943 die erste Delegiertenversammlung statt.

### Rasantes Wachstum in der Nachkriegszeit

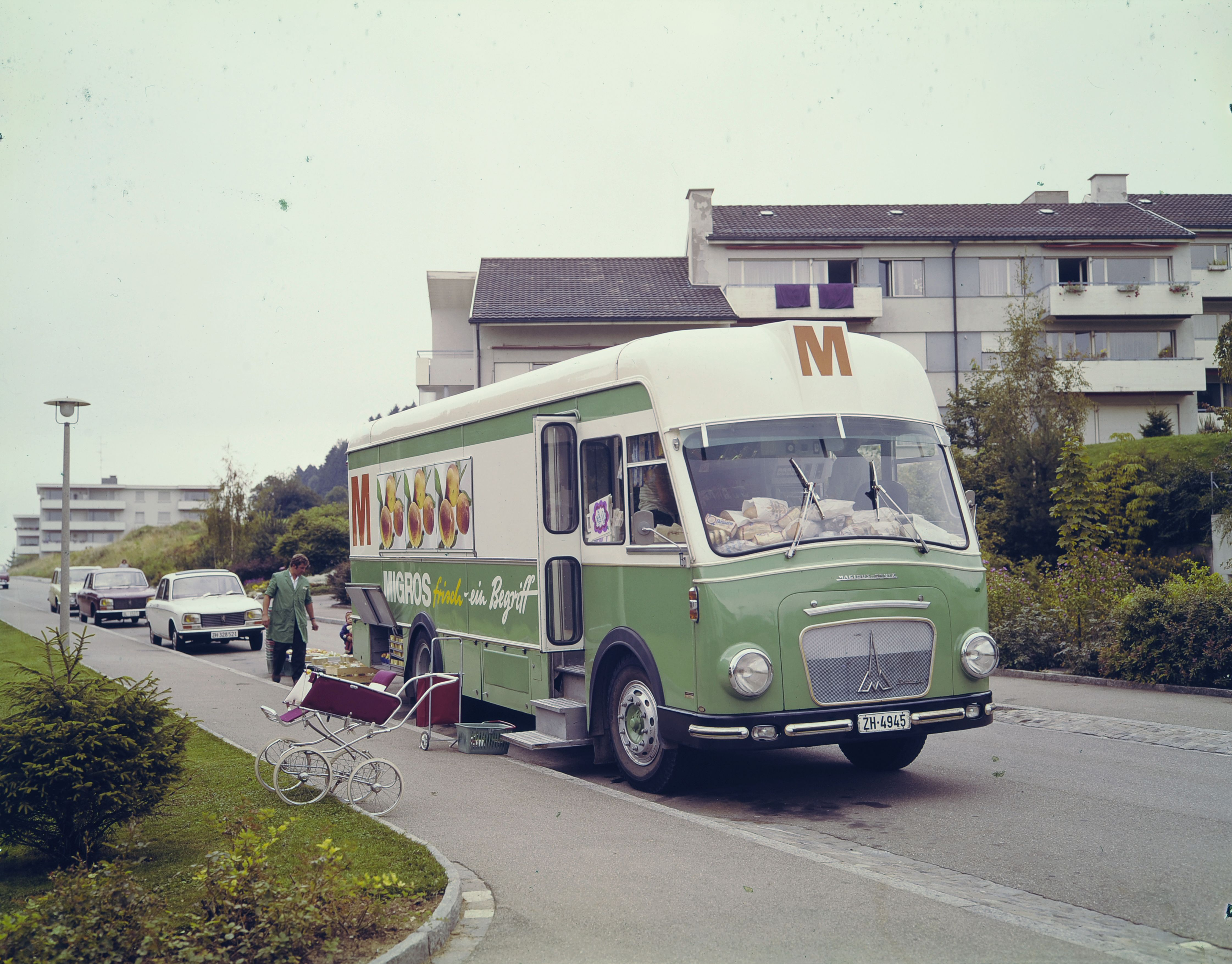
Migros-Verkaufswagen der Marke Magirus-Deutz mit Selbstbedienung (1971)

Als die Migros am 1. Januar 1945 die rechtliche Anerkennung als Selbsthilfegenossenschaft erhielt, unterstand sie nicht mehr dem Filialverbot, blieb aber noch ein Jahr lang durch eine freiwillige Vereinbarung mit dem SGV an eine Meldepflicht gebunden. Nach dem endgültigen Wegfall des Gesetzes am 1. Januar 1946 bestanden keinerlei Einschränkungen mehr. Dennoch musste sich die Migros in Landesteilen, in denen sie noch nicht präsent war, weiterhin mit erbittertem Widerstand ihrer Gegner auseinandersetzen. Am 12. Juli 1945 erfolgte die Gründung der elften Genossenschaft in Genf. Als sie dort am 20. Oktober ihre erste Filiale eröffnete, musste diese von der Polizei vor randalierenden Demonstranten beschützt werden. Nachdem die Expansion in den Kanton Waadt 1933 gescheitert war, wagte die Migros einen zweiten Anlauf und gründete am 28. Oktober 1946 eine weitere Genossenschaft. Ein letztes Mal musste die Migros eine Volksabstimmung überstehen: Der Grosse Rat hatte eine Verfassungsänderung beschlossen, die eine Art kantonales Filialverbot vorsah (wovon vor allem ausserkantonale Unternehmen betroffen gewesen wären). Am 17. November wurde die Vorlage mit 33'500 zu 31'900 Stimmen abgelehnt, acht Tage später öffnete der erste Laden in Lausanne seine Tore.

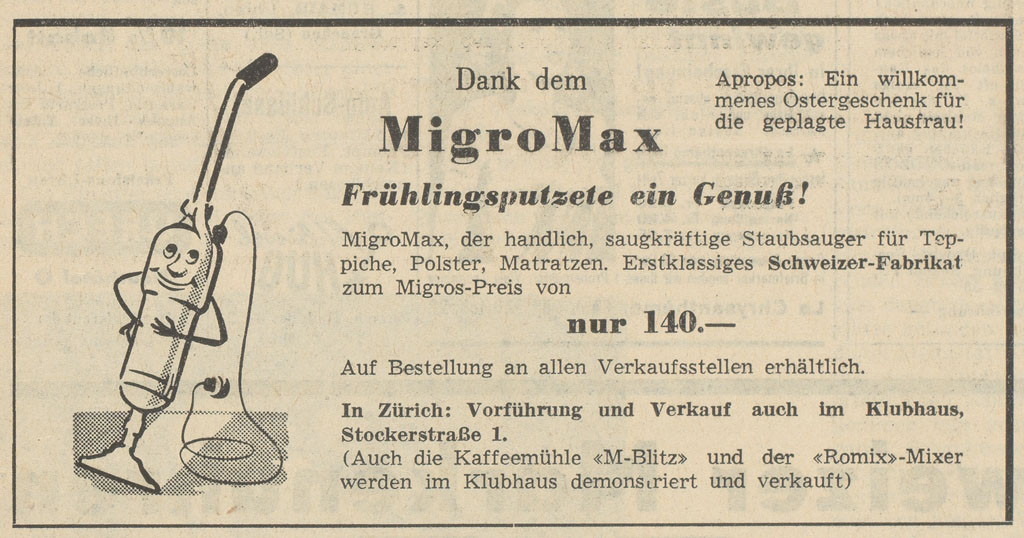
Staubsauger-Inserat (1952)

Infolge des Nachkriegsbooms erlebte die Migros eine lang anhaltende Phase des exponentiellen Wachstums. Am 15. März 1948 folgte die Eröffnung des ersten Selbstbedienungsladens der Schweiz an der Seidengasse in Zürich, nur zwei Monate nach der europäischen Premiere in einer Tesco-Filiale in der britischen Stadt St Albans. Im selben Jahr nahmen die Genossenschafter erstmals an einer Urabstimmung zu einer Sachfrage Stellung und bestätigten das Alkoholverkaufsverbot, nachdem Genossenschafter in der Romandie dieses aufheben wollten. 1951 begann die Expansion in den Non-Food-Bereich, 1952 eröffnete die Migros die ersten Supermärkte Europas. Mit der im März 1954 gegründeten Mineralölgesellschaft Migrol begann sie auch beim Heizöl preisregulierend einzugreifen. Sechs Monate später nahm sie in Genf ihre erste Tankstelle in Betrieb und bewirkte dadurch eine Senkung des Preisniveaus um durchschnittlich 15 Prozent. Von 1960 bis 1965 war die Migrol über die Erdölwerke Frisia in Emden auch im Raffineriegeschäft tätig. Die ersten Läden im Kanton Wallis entstanden 1951, wurden aber noch von Lausanne aus beliefert. Die Gründung einer eigenen Genossenschaft erfolgte am 5. November 1955.
Die MGB-Delegiertenversammlung beschloss am 11. Mai 1957 einstimmig neue Statuten, welche die Gruppenstruktur der Migros bis ins nächste Jahrhundert hinein prägten. Ebenso genehmigte sie oppositionslos ein neues Vertragswerk zwischen dem MGB und den regionalen Genossenschaften. Der MGB verpflichtete sich, das von Gottlieb und Adele Duttweiler aufgestellte ideelle Vermächtnis mit 15 Thesen einzuhalten und sich für eine freie Marktwirtschaft mit sozialer Verantwortung einzusetzen. Die Einhaltung dieses Vermächtnisses, die den Kern einer vom Gründer vage umrissenen Wirtschaftsphilosophie namens «Soziales Kapital» steht, wird von der 1950 gegründeten Gottlieb und Adele Duttweiler-Stiftung überwacht. Der bisher von Zürich aus belieferte Kanton Glarus erhielt am 8. April 1958 eine eigene Genossenschaft. Sie hatte wegen ihrer Kleinräumigkeit nicht lange Bestand und wurde bereits 1969 wieder in die Zürcher Genossenschaft eingegliedert. Schliesslich erfolgte am 12. Juni 1958 die Gründung der Genossenschaft Migros Winterthur im Osten des Kantons Zürich, wodurch die Zahl der Genossenschaften vorübergehend auf den Höchststand von 15 anstieg.
Entsprechend dem Ergebnis der Urabstimmung von 1957 begann sich der MGB für den freien Verkauf pasteurisierter Milch einzusetzen. Die Genossenschaft Zürich durfte diese im selben Jahr versuchsweise erstmals anbieten, weitere Bewilligungen erteilten die Behörden vorerst nicht. Als die Genossenschaften Basel und Schaffhausen 1960 Pastmilch ohne Bewilligung zu verkaufen begannen, lösten sie damit eine Reihe von Gerichtsprozessen aus. Nach dem Ende des «Milchkriegs» im Jahr 1965 war schliesslich der Milchverkauf in der gesamten Schweiz ohne Einschränkungen freigegeben.
Am 4. August 1960 verkehrte von Sursee aus der erste Verkaufswagen mit Selbstbedienung. Das neue System stiess auf Anklang und verbreitete sich rasch in allen Genossenschaften, zumal es eine Umsatzsteigerung von bis zu 30 Prozent ermöglichte. Zehn Jahre später waren nur noch 18 bediente Verkaufswagen unterwegs, der letzte fuhr bis 1976 für die Migros Tessin. 1961 überschritt der Gesamtumsatz der Migros-Gruppe die Marke von einer Milliarde Franken. Sie zählte damals 16'420 Mitarbeiter, 585'630 Genossenschafter, 397 Läden und 135 Verkaufswagen. Am 8. August 1962 starb Gottlieb Duttweiler im Alter von 74 Jahren. Sämtliche Läden und Betriebe waren am Tag der Abdankungsfeier geschlossen.

### Nach der Ära Duttweiler

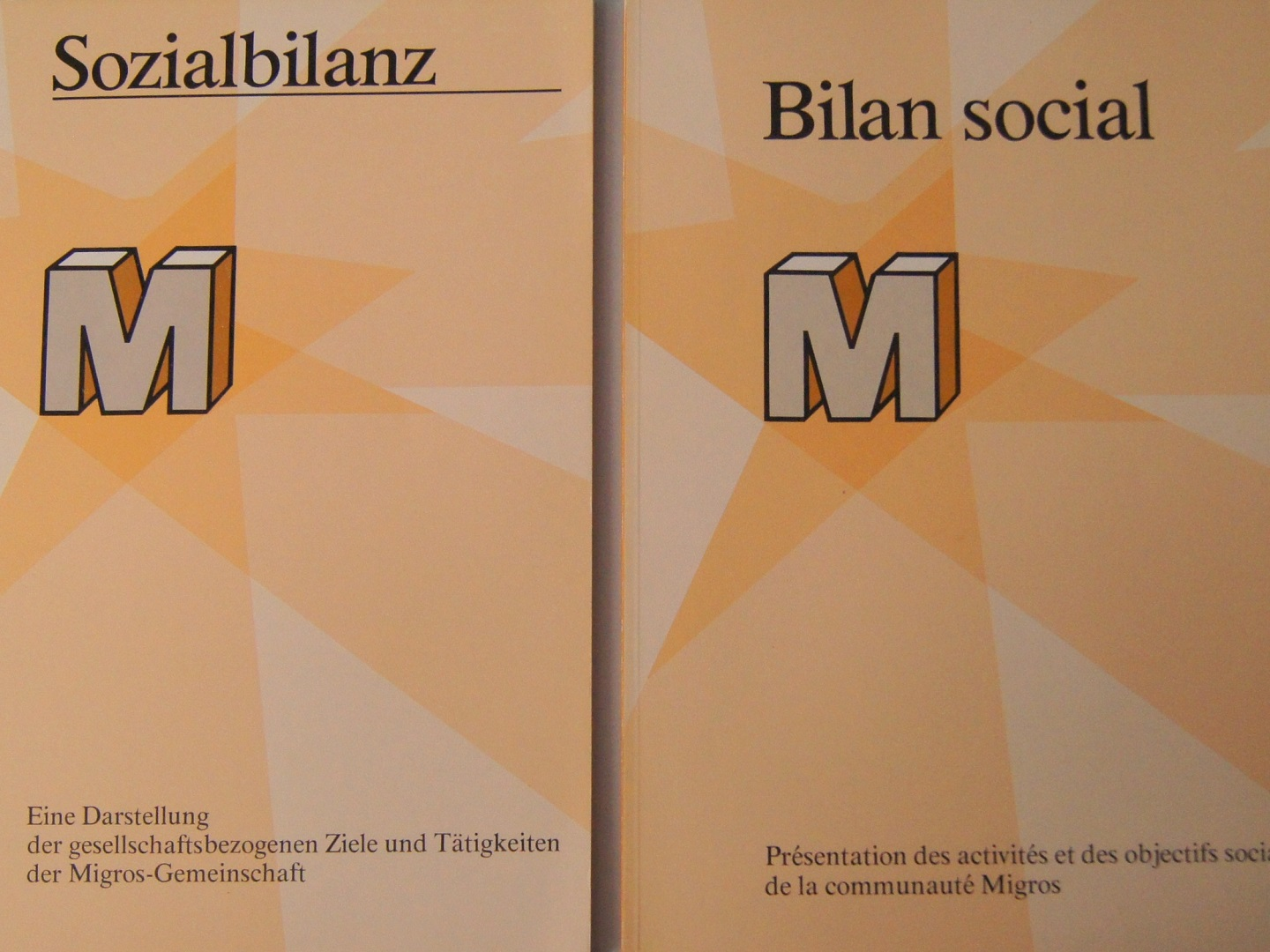
Erste Sozialbilanz (1978)

Nach Duttweilers Tod setzte sich das beinahe unbegrenzte Wachstum fort. 1965 startete die Migros Zürich in der Filiale Wollishofen einen Versuch mit «Selbsttipp-Kassen», bei dem die Kunden den Preis ihrer Einkäufe selbst eingaben. Das System bewährte sich nicht und das Experiment wurde nach vier Jahren beendet. Auf den 1. Januar 1967 verringerte sich die Zahl der Genossenschaften auf 13: Einerseits schlossen sich die Genossenschaften Aargau und Solothurn zusammen, andererseits die Genossenschaften Winterthur und Schaffhausen. Bis Mitte der 1970er Jahre stand nicht die Erhöhung der Anzahl Filialen im Fokus, sondern die markante Vergrösserung der durchschnittlichen Ladenfläche. Zu den bisherigen Lebensmittelläden und Supermärkten kamen auch Einkaufszentren «auf der grünen Wiese» hinzu. Den Anfang machte am 19. November 1970 der Pizolpark in Mels, gefolgt vom Balexert in Vernier am 2. September 1971.
1970 beabsichtigte die Migros in Absprache mit der EAWAG, sämtliche Phosphate in den selbst produzierten Waschmitteln der Marke Total durch Nitrilotriessigsäure (NTA) zu ersetzen, um einen Beitrag gegen die zunehmende Überdüngung der Gewässer zu leisten. Noch bevor die Produktion anlief, stellte sich heraus, dass NTA krebserregend wirken kann, worauf die Migros das phosphatfreie Waschmittel zurückzog. Im Februar 1971 beschloss sie stattdessen, den Phosphatgehalt zu halbieren. Die Kunden hielten das neue Produkt jedoch für weniger leistungsfähig und dessen Umsatz ging um fast die Hälfte zurück. Die Migros sah sich gezwungen, den Phosphatgehalt auf drei Viertel des ursprünglichen Werts zu erhöhen, was aber noch immer unter dem damaligen Grenzwert lag. Im Sommer 1972 testete die Migros Zürich in der Filiale Greifensee zehn Wochen lang die weltweit erste elektronische Kassenanlage, entwickelt von Zellweger Uster. 1973 hatte sich die Selbstbedienung weitgehend durchgesetzt; nur die Migros Tessin führte noch für fünf weitere Jahre einen Bedienungsladen. Als die Migros 1975 ihr 50-jähriges Bestehen feierte, zählte sie erstmals mehr als eine Million Genossenschafter. Während sich die Zahl der Läden auf 446 und der Mitarbeiterbestand auf 32'916 erhöht hatte, betrug der Umsatz mittlerweile 5,68 Milliarden Franken.
Am 4. September 1978 veröffentlichte der MGB als erstes Schweizer Unternehmen überhaupt eine Sozialbilanz, in der er seine gesellschaftsbezogenen Ziele und Tätigkeiten darstellte. Die durch den Soziologen Meinolf Dierkes wissenschaftlich begleitete Sozialbilanz befasste sich mit den Beziehungen der Migros zu ihren Kunden im kommerziellen, sozialen und kulturellen Bereich. Dabei zeigte sich, dass vielen Befragten die Migros mittlerweile zu gross und zu mächtig schien. Hans A. Pestalozzi, der Leiter des mit dem MGB verbundenen Gottlieb Duttweiler Instituts, griff dieses Unbehagen auf und postulierte seine kritischen Ansichten zu Umwelt und Gesellschaft auf immer radikalere Weise, bis er im September 1979 fristlos entlassen wurde. Kurz darauf gründete er mit Gleichgesinnten den grün-alternativ orientierten Verein M-Frühling. Dieser verfolgte die Absicht, den so bezeichneten «Migrosaurier» zu demokratisieren und zu dezentralisieren sowie eine umweltfreundliche und entwicklungspolitisch verantwortungsvolle Unternehmenspolitik durchzusetzen. Der M-Frühling stellte Gegenkandidaten für die im Juni 1980 stattfindenden Wahlen der genossenschaftlichen Gremien auf und erreichte knapp ein Fünftel der Stimmen, brachte aber wegen des Mehrheitswahlrechts keinen seiner Kandidaten durch.

### Einsetzende Marktsättigung im Inland

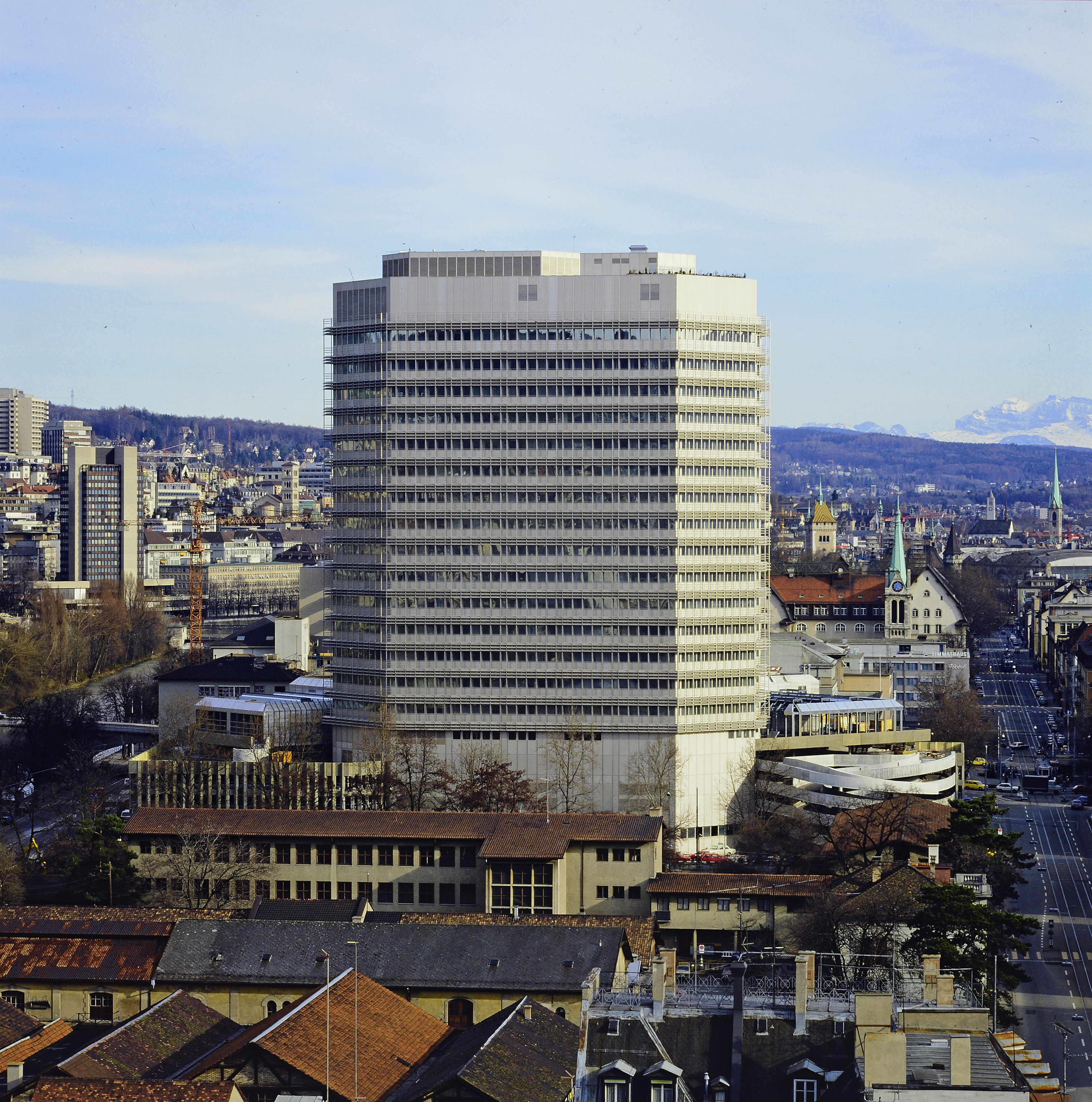
Migros-Hochhaus

Nach etwas mehr als drei Jahren Bauzeit bezog der MGB im September 1981 seinen neuen Hauptsitz in Zürich. Im Migros-Hochhaus am Limmatplatz konnten die auf zahlreiche Bauten verteilten Büros unter einem Dach vereint werden. Mitte Dezember 1982, im Vergleich zu Unternehmen ähnlicher Grösse relativ spät, vereinbarte der MGB mit den Gewerkschaften einen Gesamtarbeitsvertrag, der Anfang 1983 in Kraft trat. Zwar hatte der MGB unter dem Druck der öffentlichen Meinung begonnen, einzelne Forderungen des M-Frühlings zu erfüllen und das Umweltschutzengagement zu verstärken, erhöhte aber 1983 mit der Revision der Statuten gleichzeitig die Wahlhürden für oppositionelle Gruppierungen. Nachdem der Umsatz der gesamten Migros-Gruppe 1984 die Marke von zehn Milliarden Franken überschritt, traf dies vier Jahre später auch auf den Detailhandelsumsatz allein zu. 1989 beschloss der MGB Investitionen in der Höhe von 250 Millionen Franken, um innerhalb von sechs Jahren sämtliche Filialen mit automatischen Datenerfassungssystemen an den Kassen auszustatten.
1981 hatten die Genossenschafter in der konsultativen Urabstimmung ein Engagement im Ausland noch klar abgelehnt. Acht Jahre später kam die Delegiertenversammlung des MGB jedoch zum Schluss, dass eine Zuständigkeit der Genossenschafter in der Auslandsfrage gemäss Statuten gar nicht vorgesehen sei. Damit war klar, dass der MGB Expansionen ins Ausland ermöglichen wollte, zumal im Schweizer Detailhandel eine Marktsättigung absehbar war. Nach längeren Diskussionen stimmte die Delegiertenversammlung im April 1991 einer Vertragsänderung zu, die es den regionalen Genossenschaften erlaubte, im grenznahen Ausland mögliche Standorte zu sondieren. Während die Expansion nach Frankreich erfolgreich war, erlitt der MGB bei der Kooperation mit Konsum Österreich ein finanzielles Debakel. Ebenfalls kein Erfolg beschieden war dem Expansionsversuch nach Deutschland (mehr zum Auslandsgeschäft im entsprechenden Kapitel). Am 18. November 1995 blockierten hunderte von Bauern mit ihren Traktoren mehrere Logistikzentren von Migros und Coop, wodurch in der Ost- und Zentralschweiz zeitweise ein Versorgungsengpass entstand. Die Bauern protestierten gegen die aus ihrer Sicht ruinöse Preispolitik und vor allem gegen die tiefen Schlachtpreise für Schweinefleisch. Sechs Jahre später, am 6. November 2001, kam es in der Romandie zu ähnlichen Protestaktionen.
Ende August 1996 lancierte die Migros die Tiefpreislinie M-Budget, um die eigene Wettbewerbsposition im Discount-Bereich zu stärken und damit eine Abwanderung der preissensiblen Kundschaft zu verhindern. Als das M-Budget-Sortiment ab Ende 2003 erstmals um einzelne Gebrauchsartikel in limitierter Auflage erweitert wurde, löste dies vor allem bei Jugendlichen vorübergehend einen Hype aus. Die Migros wiederum förderte diese Entwicklung gezielt, indem sie M-Budget zu einer eigentlichen Kultmarke ausbaute. Bis zum Abflauen des Hypes fünf Jahre später organisierte sie regelmässig «M-Budget-Partys» in verschiedenen Clubs mit jeweils mehreren Tausend Teilnehmern.

### Strategische Neuausrichtung
Wie der gesamte Schweizer Detailhandel litt die Migros-Gruppe während der Rezession Mitte der 1990er Jahre unter einem Rückgang der Konsumausgaben. Der Umsatz stagnierte oder war sogar leicht rückläufig. Als Hauptgrund für diese Schwäche galt die föderalistisch geprägte Organisationsstruktur mit den weitgehend autonom handelnden Genossenschaften. Deren Geschäftsführer hatten den wenig schmeichelhaften Ruf, sehr auf Eigenständigkeit bedachte «Regionalfürsten» zu sein, die in den Chefetagen nur gute Freunde um sich scharen und visionäre Querdenker ausbremsen würden. Kritiker monierten, dadurch werde die Durchschlagskraft der Migros als Ganzes beeinträchtigt. 1994 kam der Ökonom Bruno Tietz in einer Studie zum Schluss, dass «das ehemals brillante unternehmerische Element» der Migros sich «in ein eher verwalterisches» gewandelt habe. 1997 leitete der MGB eine strategische Neuausrichtung ein. Nebst einer Reorganisation der Strukturen sollte durch die Zusammenlegung von Genossenschaften die Schwerfälligkeit verringert werden. Per 1. Januar 1998 fusionierten die Genossenschaften Winterthur/Schaffhausen und St. Gallen zur Genossenschaft Migros Ostschweiz. Am 22. Juni desselben Jahres schlossen sich die Genossenschaften Aargau/Solothurn und Bern zur Genossenschaft Migros Aare zusammen. Weitere Fusionen blieben aus und die nunmehr zehn Genossenschaften blieben formell eigenständige Unternehmen mit eigener Geschäftsleitung, eigenem Verwaltungsrat und eigenen Genossenschaftsräten. Hinzu kamen weiterhin Unterschiede beim Sortiment und bei der Ladengestaltung. Ebenso machten sie sich in einzelnen Geschäftsbereichen gegenseitig Konkurrenz, zum Teil verfolgten sie vom MGB unabhängige Expansionsstrategien. Aufgrund der unvollendeten Strukturreform fiel es dem MGB weiterhin schwer, seine Vorstellungen gegen den Widerstand der Regionen durchzusetzen.
Im Jahr 2000 beschlossen die MGB-Genossenschafter weitreichende Statutenänderungen. Sie bereiteten damit den Weg zur Abschaffung von Urabstimmung und Initiativrecht auf MGB-Ebene, was die Delegiertenversammlung im November 2002 schliesslich auch vornahm. Seither kann ausschliesslich die Delegiertenversammlung Änderungen an den Statuten beschliessen. Obwohl die demokratischen Mitspracherechte in den regionalen Gesellschaften erhalten blieben, entfernte sich die Migros damit deutlich von ihrem genossenschaftlichen Gedankengut. Auch bei der Corporate Governance gab es Änderungen: An die Stelle der als Kollegialorgan funktionierenden Verwaltungsdelegation trat eine Generaldirektion mit einem weisungsberechtigten Präsidenten an der Spitze. Ausserdem wurde auf Anfang 2004 eine klare Trennung zwischen der Generaldirektion als operativem Management und der Verwaltung als strategischem und überwachendem Organ eingeführt. Der ebenfalls genossenschaftlich organisierte Hauptkonkurrent Coop war damals mit ähnlichen Problemen konfrontiert, wagte aber einen weitaus radikaleren Umbau: 2001 schloss er seine 15 Genossenschaften zu einer einzigen zusammen. Die bedeutend schlankere Struktur und die daraus entstandene Dynamik werden als Hauptgründe dafür angesehen, dass Coop (damals deutlich die Nummer zwei im Schweizer Detailhandel) in den folgenden Jahren seinen Abstand sukzessive verringerte.
Mit der Reorganisation verbunden war bei beiden Marktführern eine aggressive Wachstumsstrategie durch zahlreiche Akquisitionen, vor allem in den Bereichen Non-Food und Dienstleistungen. Dadurch wollten sie einerseits die Abhängigkeit vom stagnierenden Lebensmittelhandel verringern, andererseits eine Art Abwehrdispositiv gegen die zunehmende ausländische Konkurrenz aufbauen. Besonders augenfällig war dies beim Markteintritt der deutschen Discounter Aldi (2005) und Lidl (2009), die mit ihren Tiefpreisangeboten hohe Wachstumsraten verzeichneten. Ab 2010 machte die Überbewertung des Schweizer Frankens gegenüber dem Euro auch den Einkaufstourismus attraktiv, was den hiesigen Detailhandel zusätzlich unter Druck setzte. Betroffen waren insbesondere die Regionen entlang der Grenze zu Deutschland sowie die Kantone Genf und Tessin. Ebenfalls zum raschen Strukturwandel trug der zunehmende Onlinehandel bei.

### Modernisierungsbestrebungen

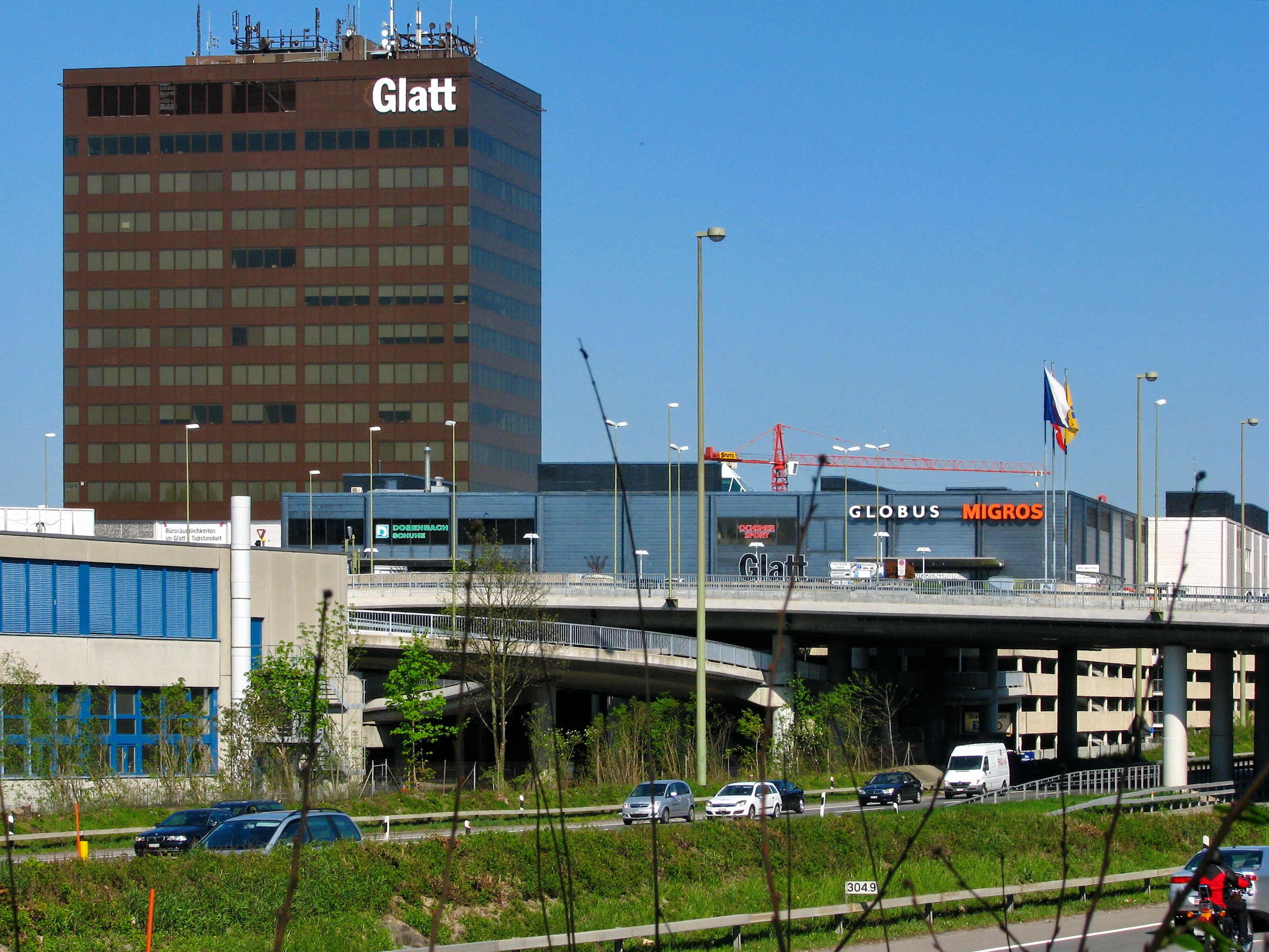
Das Glattzentrum in Wallisellen bei Zürich (2010)

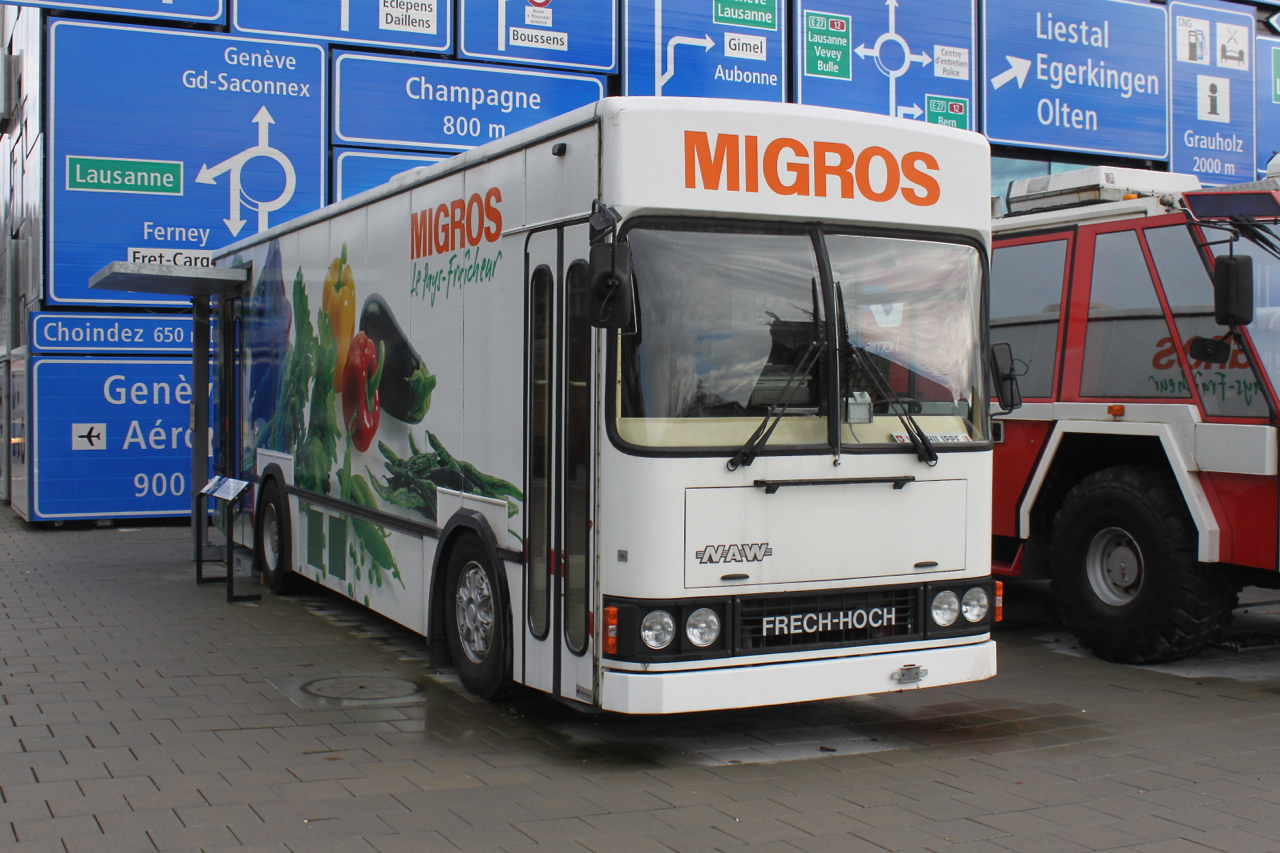
Erhalten gebliebener Verkaufswagen der Marke NAW

Am Anfang der neuen Wachstumsstrategie des MGB stand im Juli 1997 die Übernahme des traditionsreichen Warenhauskonzerns Globus. Im Kaufpreis von rund 700 Millionen Franken inbegriffen waren die Mehrheitsbeteiligung am Glattzentrum (grösstes Einkaufszentrum der Schweiz), der Möbelhändler Interio, die Billigwarenhaus-Kette ABM und die auf Bürobedarf spezialisierte Kette Office World. Federführend war der damalige MGB-Finanzchef Mario Bonorand. Zwanzig Jahre später sagte er in einem Interview, dass vor allem das Renommee von Globus und die lukrativen Liegenschaften für den Kauf ausschlaggebend gewesen seien. Durch die Übernahme von Interio, das den Migros-eigenen und seit 1981 bestehenden Möbelfachmarkt Micasa ergänzte, stieg der MGB vorübergehend zum Marktführer im Möbel- und Einrichtungsmarkt auf. 2009 beteiligte sich der MGB an der auf Wohnaccessoires und Kleinmöbel spezialisierten Gries Deco Holding, 2012 baute er die Beteiligung auf knapp über die Hälfte aus. Die ABM-Filialen blieben trotz einer grossen Liquiditätsspritze unrentabel und wurden 2000/01 an Oviesse verkauft. Operativ blieb die Globus-Gruppe eigenständig, bis der MGB 2007 die Gruppenstruktur auflöste und die einzelnen Unternehmen innerhalb der Migros-Gruppe weiterführte.
1964 hatte die Zahl der Verkaufswagen, die vor allem die ländlichen Regionen der Schweiz erschlossen, mit 144 ihren Höchststand erreicht. Wegen des dichter werdenden Filialnetzes nahm sie daraufhin kontinuierlich ab, im Jahr 1994 standen aber noch immer 80 Wagen im Einsatz. Dieses Angebot war wegen der hohen Anschaffungs- und Unterhaltskosten immer weniger rentabel, sodass die Genossenschaften ihre Fahrzeugflotten nicht mehr erneuerten. Zudem zogen es immer mehr Kunden vor, mit dem Auto zu den grossen Filialen in den Zentren zu fahren. 2001 blieben nur noch zwei Verkaufswagen im Kanton Wallis übrig. Mit ihren letzten Fahrten am 30. November 2007 endete nach 82 Jahren die Ära der rollenden Läden. 2009 gab es Überlegungen, einzelne Verkaufswagen zu Marketingzwecken zu reaktivieren, doch erst nach längerer Suche konnten drei erhalten gebliebene Exemplare wiedergefunden und restauriert werden. Diese werden seither bei Grossveranstaltungen oder als Ersatz bei Ladenumbauten eingesetzt.
Im Mai 1998 stieg der MGB mit migros-shop.ch in den Onlinehandel ein. In den ersten Jahren war das Geschäft verlustbringend, weshalb der MGB im September 2003 eine strategische Kooperation mit dem seit 1997 bestehenden Unternehmen LeShop einging. Damit verbunden war die Stilllegung der eigenen Handelswebsite und die Zusammenführung des Sortiments. Drei Jahre später erwarb der MGB 80 Prozent des Aktienkapitals von LeShop, das mittlerweile zum grössten Online-Supermarkt der Schweiz aufgestiegen war. Im November 2020 erfolgte die vollständige Integration in den MGB, verbunden mit der Umbenennung in Migros Online. Als besonders erfolgreich erwies sich die Kooperation mit dem 2001 gegründeten Unternehmen Digitec Galaxus mit den Onlineshops digitec.ch und galaxus.ch. Nachdem der MGB im Juni 2012 zunächst eine 30-prozentige Beteiligung erworben hatte, sicherte er sich im April 2015 eine Mehrheitsbeteiligung von 70 Prozent. Digitec Galaxus erlebte ein rasantes Wachstum, stieg in wenigen Jahren zum mit Abstand grössten Onlinehändler der Schweiz auf und erzielte im Jahr 2019 erstmals mehr als eine Milliarde Franken Umsatz.
Obwohl der Lebensmitteldetailhandel zu Beginn des 21. Jahrhunderts gesättigt erschien, expandierte der MGB auch in diesem Bereich weiter. Am 12. Januar 2007 gab er bekannt, dass er 70 Prozent des Aktienkapitals von Denner, dem führenden Schweizer Discounter, übernehmen wird. Die Wettbewerbskommission genehmigte die Übernahme nur unter zahlreichen Auflagen, um die negativen Auswirkungen des Zusammenschlusses zu limitieren. Ende 2009 gingen die restlichen 30 Prozent an den MGB über, die Gesamtkosten werden auf 1,2 Milliarden Franken geschätzt. Ab 1998 war der MGB zusammen mit den Schweizerischen Bundesbahnen und Valora an Avec beteiligt, einer Kette von Convenience Shops. Nach der Auflösung dieses Joint Ventures übernahm der MGB im Jahr 2009 zwei Dutzend Filialen, die den Namen Migrolino erhielten. Es folgte ein rasanter Ausbau: Bis 2019 stieg die Zahl der Verkaufsstellen, die alle nach einem reinen Franchising-Konzept betrieben werden, auf 320. Etwa vier Fünftel sind in Tankstellen integriert (darunter Shell, Socar und Migrol), der Rest entfällt auf Hochfrequenzlagen wie Bahnhöfe.

### Verlust der Marktführerschaft, Debatte um Alkoholverkauf
In den Jahren 2000 bis 2020 konnte die Migros-Gruppe ihren Gesamtumsatz um knapp 50 Prozent auf fast 30 Milliarden Franken erhöhen. Dafür verantwortlich waren vor allem die dem MGB angeschlossenen Tochtergesellschaften, während das Umsatzwachstum bei den regionalen Genossenschaften mit etwas mehr als 20 Prozent in diesem Zeitraum deutlich niedriger ausfiel. 2011 wurde die Migros-Gruppe beim Gesamtumsatz von der noch stärker gewachsenen Coop-Gruppe überholt. Die Akquisitionen der letzten Jahre hatten zwar den Gruppenumsatz gesteigert, erwiesen sich aber zum Teil als wenig rentabel, da sie sich unter anderem durch den erhöhten Bedarf an Abschreibungen negativ auf den Gesamtgewinn auswirkten. Der MGB strebte deshalb danach, einzelne Bereiche abzustossen und die dadurch generierten Erlöse in strategisch wichtige Geschäftsfelder (insbesondere die zukunftsträchtigen digitalen Vertriebskanäle) zu reinvestieren. Den Anfang machte im Oktober 2017 der Verkauf von Office World an die österreichische MTH Retail Group.
Für einen regelrechten Paukenschlag sorgte im Juni 2019 die Ankündigung des Verkaufs von gleich vier Unternehmen. Der MGB begründete diesen Schritt damit, dass ihre Erfolgsaussichten ausserhalb der Migros-Gruppe besser seien, die Synergien mit dem Migros-Kerngeschäft hingegen eher gering. Den ersten Abnehmer fand er im September 2019 für M-Way. Diese Kette von Fachgeschäften für E-Bikes, die er 2011 gegründet hatte, ging an die Swiss E-Mobility Group über. Im November 2019 folgte die Übernahme von sechs Interio-Filialen durch die österreichische Möbelkette XXXLutz, während die übrigen fünf Filialen 2020 geschlossen wurden. Christian Gries, der bisherige Geschäftsführer und Minderheitsgesellschafter der Gries Deco Holding, kaufte im Dezember 2019 im Rahmen eines Management-Buy-out die vom MGB gehaltenen Anteile zurück. Dabei musste der der MGB Abschreibungen von rund 400 Millionen Franken vornehmen. Schließlich fand sich im Februar 2020 für die Globus-Warenhäuser ebenfalls ein Käufer, ein Joint-Venture der thailändischen Central Group und der österreichischen Signa Holding. Branchenkenner gehen davon aus, dass allein Globus für über eine Milliarde Franken verkauft werden konnte. Rund eine weitere Milliarde Franken soll im Juli 2020 der Verkauf des Glattzentrums an den Versicherungskonzern Swiss Life eingebracht haben.
Während der COVID-19-Pandemie profitierte der Schweizer Detailhandel davon, dass der Einkaufstourismus im Jahr 2020 wegen der Grenzschliessungen mehrere Monate lang nicht möglich war und die Menschen wegen der Schliessungen in der Gastronomie vermehrt zuhause kochten. Die Migros wuchs jedoch erneut weniger stark als Konkurrent Coop und büsste auch beim Detailhandel die Marktführerschaft ein (allerdings sind die Tochtergesellschaften nicht mit eingerechnet). Andererseits profitierte die Migros-Gruppe besonders stark vom pandemiebedingten Boom des Onlinehandels; so verzeichnete Digitec Galaxus innerhalb eines Jahres ein Umsatzwachstum von 59 Prozent.
Im Juli 2021 stellten Delegierte des MGB-Genossenschaftsrates öffentlich das von Gottlieb Duttweiler auferlegte Alkoholverkaufsverbot in Frage. Der MGB musste sich diesbezüglich schon länger den Vorwurf der Heuchelei gefallen lassen, da mehrere Tochtergesellschaften das Verbot durch Lücken in den Statuten umgehen: Globus, Denner und Migrolino boten seit jeher Alkohol und Tabakwaren an und erzielten damit einen beträchtlichen Teil ihres Umsatzes, während LeShop (heute Migros Online) 2003 nachzog. 2020 weichte die Migros-Genossenschaft Tessin das Verbot weiter auf, als sie die Wein- und Spirituosenkette Enoteca Vinarte aufbaute. Am 6. November 2021 stimmte die Delegiertenversammlung einer Statutenänderung zu, die den Alkoholverkauf ermöglichen würde. In den folgenden vier Wochen stimmten die Delegiertenversammlungen aller zehn Genossenschaften dem Antrag zu, die Genossenschaftsmitglieder darüber abstimmen zu lassen, ob künftig in den Filialen alkoholische Getränke verkauft werden sollen. Es entbrannte eine rege Debatte, die von fast allen Schweizer Medien thematisiert wurde und in vielen Fällen die Werte Duttweilers ins Zentrum rückte. Für eine Statutenänderung wäre jeweils eine Zweidrittelmehrheit erforderlich gewesen. Ausnahme war die Genossenschaft Genf, bei der das Verkaufsverbot nicht in den Statuten, sondern im Reglement festgeschrieben ist; dort hätte eine einfache Mehrheit genügt. Die Urabstimmungen fanden im Juni und Juli 2022 statt. Dabei lehnten die Mitglieder aller Genossenschaften den Alkoholverkauf ab. Am höchsten war die Ablehnung bei der Migros Zürich mit 80,3 %, am niedrigsten bei der Migros Tessin mit 55,3 %.

## Eigenproduktion
In den ersten Jahren war die Migros aufgrund von Liefersperren und Boykotten gezwungen, eigene Produktionsbetriebe aufzubauen. Durch diese vertikale Integration entstand über Jahrzehnte hinweg die Unternehmensgruppe M-Industrie, die im Besitz des MGB ist. Der Aufbau wurde wesentlich geprägt durch Werner Ellenberger, der 1946 die Koordinierung und Oberaufsicht über sämtliche Fabrikationsbetriebe der Migros übernahm. 2018 umfasste sie 23 Unternehmen in der Schweiz und neun im Ausland, die über 14'000 Mitarbeitende beschäftigten. Zusammen erzielten sie einen Umsatz von 5,83 Milliarden Franken und stellten rund 20'000 Produkte im Food- und Non-Food-Bereich her. 2018 betrug der Anteil an Eigenmarken im Migros-Sortiment 90 Prozent, was wesentlich zum weltweiten Spitzenwert von 52 Prozent im gesamten Schweizer Detailhandel beiträgt.
Als die Alkoholfreie Weine AG in Meilen kurz vor dem Konkurs stand, übernahm Gottlieb Duttweiler einen Gläubigerposten. Im anschliessenden Nachlassverfahren ging das Unternehmen im Juni 1928 in den Besitz der Migros über. Der ab Oktober 1929 als Produktion AG Meilen (PAG) bezeichnete Betrieb produzierte zunächst Süssmost, stellte aber bald auf Schokolade, Biscuits, Joghurt sowie (vorübergehend) Speisefette und -öle um. Später kamen Eiscreme, Snacks, Gebäck und weitere Produktkategorien hinzu. 1996 benannte sich die PAG in Midor um. Im August 1929 begann die langjährige Zusammenarbeit mit der Haco, deren Betriebsleiter Gottlieb Lüscher Duttweilers Einsatz für tiefere Preise mit Sympathie verfolgt hatte. Die Haco belieferte fortan die Migros mit Malzpräparaten, Bouillonwürfeln, Fertigsuppen und Kaffeesorten.

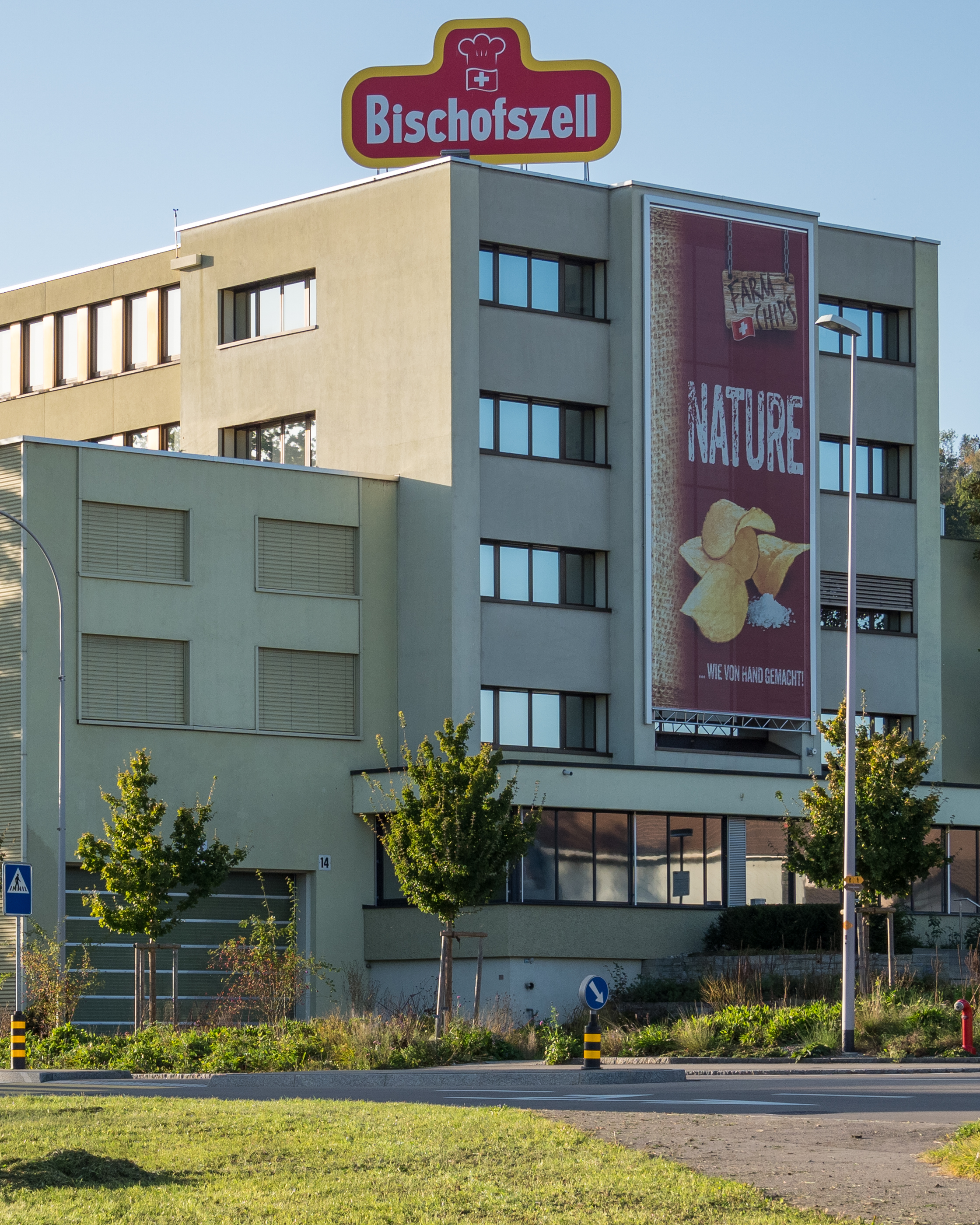
Einstiger Hauptsitz Bischofszell Nahrungsmittel

1931 erfolgte die Gründung der Jonatal AG, Wald (JOWA), die in einer stillgelegten Textilfabrik in Wald ZH die Schokoladeproduktion aufnahm. Sie zog 1942 zunächst zur PAG nach Meilen, nach Kriegsende expandierte sie zu einer industriellen Grossbäckerei mit mehreren Standorten in der ganzen Schweiz zur Belieferung der Migros-Genossenschaften mit Backwaren. Die Umbenennung in Jowa erfolgte 1955 mit Bezug des Hauptsitzes im Zürcher Stadtteil Albisrieden; der Umzug nach Volketswil erfolgte 1977. Die 1933 in Basel gegründete Gifa AG nahm die Produktion von Wasch- und Reinigungsmitteln sowie von Speiseölen und -fetten auf. Wegen Platzmangels zog sie 1979 nach Frenkendorf um und firmiert seither als Mifa AG. Von der Union Handelsgesellschaft übernahm der MGB im Juni 1945 die Konservenfabrik Bischofszell AG in Bischofszell. Das später als Bischofszell Nahrungsmittel (BINA) firmierende Unternehmen weitete seine Produktpalette markant aus. Zu den Konserven kamen Säfte, Konfitüren, Fertigmahlzeiten, verarbeitete Kartoffeln sowie Tiefkühl-, Trocken- und Frischprodukte hinzu.

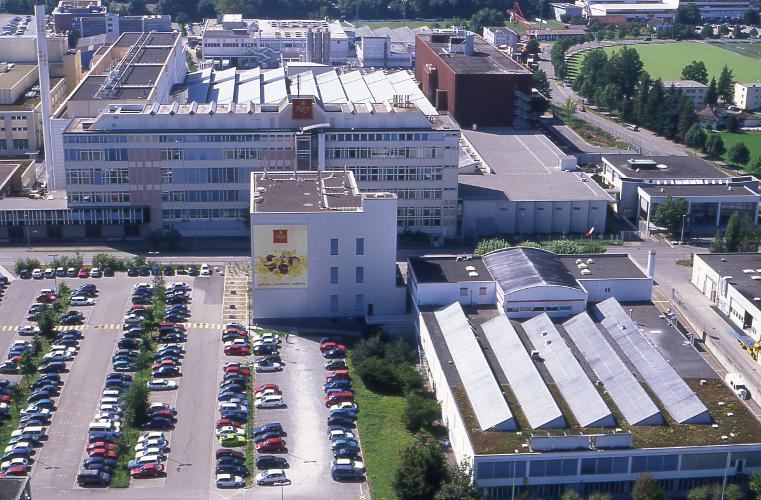
Produktionscluster in Buchs: Chocolat Frey, dahinter Mibelle, links angeschnitten Jowa «Pasta Buchs»

Die 1887 in Aarau gegründete Chocolat Frey wurde 1950 vom MGB übernommen. 1965 verlagerte die Jowa ihre eigene Schokoladenproduktion sowie die Herstellung von Confiserie und Zuckerwaren an den neuen Fabrikationsstandort in Buchs, wo 1963 bereits die Teigwarenfabrik in Betrieb gegangen war. Da auch die rasch wachsende Chocolat Frey akute Platzprobleme hatte, beschloss der MGB, diesen Produktionszweig in Buchs unter dem traditionsreichen Namen Frey zu konzentrieren. Die 1954 in Birsfelden gegründete Migros Lagerhaus Genossenschaft (MLG) umfasste neben Trockenlagern und Kühlräumen auch eine Kaffeerösterei, während die am selben Standort domizilierte Migros Zentralpackerei AG (MZP) Verpackungen für Migros-Produkte herstellte. Beide Firmen fusionierten 1987 zur Migros Betriebe Birsfelden AG (MBB), die sich 2007 in Delica umbenannte. Heute ist das Unternehmen auf Kaffee, Früchte und Gewürze spezialisiert.
1955 gründete der MGB die Conserves Estavayer SA (CESA) in Estavayer-le-Lac zur Herstellung von Konserven und Konfitüre. Die 1960 hinzugekommene Milchverarbeitung entwickelte sich zum bedeutendsten Geschäftsfeld, weshalb die CESA schrittweise alle übrigen Produktzweige an andere Migros-Betriebe abtrat und sich 1988 in Estavayer Lait SA (ELSA) umbenannte. Als Hauptlieferantin ist sie zugleich das Mutterunternehmen des 1967 vom MGB gegründeten Käseherstellers Mifroma in Ursy. Der MGB übernahm im Mai 1957 die seit 1905 bestehende Riseria Curti, eine Reismühle in Torricella-Taverne. Nach mehreren Ausbauten ist sie heute der grösste Betrieb dieser Art in der Schweiz. Im Juni 1958 folgte die Übernahme der Seba SA in Aproz, die bereits zuvor mehrere Migros-Genossenschaften mit Mineralwasser beliefert hatte. Heute stellt die Aproz Sources Minérales auch Softdrinks, Sirup und Soda-Konzentrate her. Der erste Fleischverarbeitungsbetrieb der Micarna nahm im Juni 1960 in Courtepin die Produktion auf, dem 1968 der Schwesterbetrieb in Bazenheid folgte. 1961 als Schwesterbetrieb der Gifa in Basel gegründet, begann Mibelle im Jahr 1962 in Buchs mit der Produktion von Seife, Kosmetik- und Hygieneprodukten.
Vier Jahrzehnte lang gab es keine weiteren Akquisitionen oder Neugründungen, da sich der MGB auf den Ausbau bestehender Betriebe konzentrierte. Parallel dazu bauten die Genossenschaften ihre Betriebszentralen aus, die neben ihrer Funktion als Verwaltungs- und Logistikzentren, insbesondere im Frischbereich (Früchte, Gemüse, Blumen, Fisch, Traiteur- und Konditoreiprodukte) als eigenständige Produktionsbetriebe fungieren. Zur Stärkung der Logistik eröffnete der MGB 1974 den als nationales Zentrallager geplanten Migros-Verteilbetrieb Neuendorf (MVN). Der Betrieb wurde 1977 aus der MGB-Verwaltung in ein eigenständiges Tochterunternehmen ausgegliedert. Die Betriebszentrale Suhr der Migros Aargau/Solothurn wurde von selbiger zuletzt 1986 erweitert und nach Fusion mit der Migros Bern vom MGB übernommen und 1999 ins Tochterunternehmen Migros Verteilzentrum Suhr (MVS) übertragen. Das MVS wurde zum Logistikzentrum für die Migrolino-Franchisebetriebe ausgebaut, dem Mitte 2011 die Verlegung von Verwaltung und Hauptsitz der Migrolino AG in die ehemalige Betriebszentrale folgte.
Ab 2004 verfolgten mehrere Unternehmen der M-Industrie eine Expansionsstrategie im In- und Ausland, wobei sie neu erworbene Unternehmen als Tochtergesellschaften eingliederten. Besonders das Wachstum der Micarna war bemerkenswert, aber auch Chocolat Frey, Delica, die ELSA-Mifroma-Gruppe, Jowa und Mibelle wuchsen durch Zukäufe. Die in der M-Industrie zusammengeschlossenen Unternehmen gründeten ab 2009 mehrere Niederlassungen für den Vertrieb ihrer Produkte im Ausland. Anfang 2021 wurde die Lebensmittellogistik des MVS, der Schwestergesellschaft MVN unterstellt und die Unternehmen zur Migros Verteilbetrieb AG (MVB) fusioniert. Am 1. Juni 2021 fusionierten Delica, Chocolat Frey, Midor, Riseria Taverne und Totale Capsule Solutions zur neuen Delica AG.

## Schwierige Expansion ins Ausland

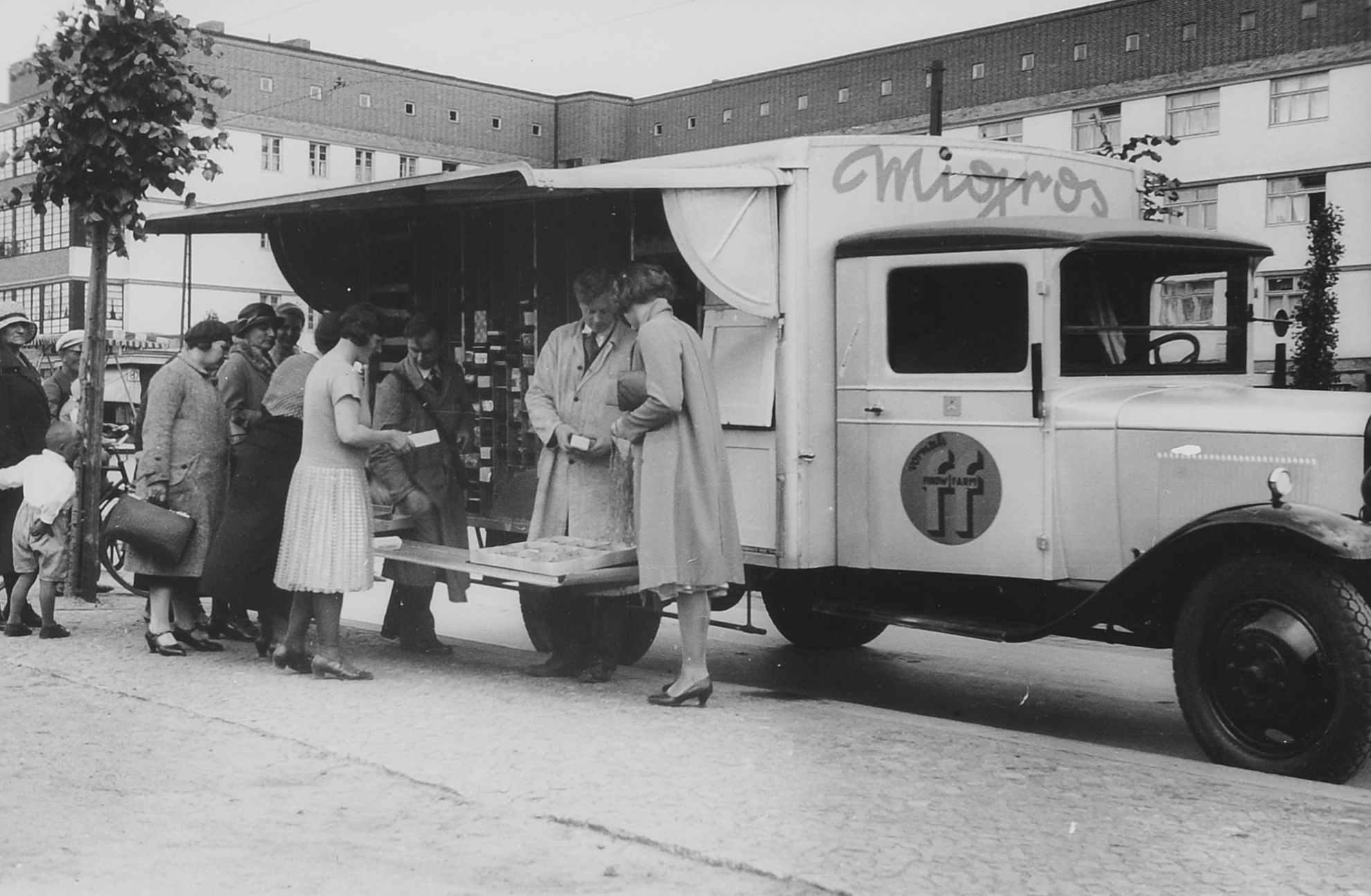
Migros-Verkaufswagen in Berlin

Lange Zeit hatte die Migros bei der Expansion ins Ausland wenig Erfolg. Gottlieb Duttweiler beteiligte sich im Januar 1932 als Privatperson an der Migros-Verteilungs-GmbH in Berlin. Eine Vereinbarung legte fest, dass sie zwar unter dem Namen Migros handeln konnte, aber die Schweizer Migros AG keinerlei finanzielle Verpflichtungen übernahm. Ab Juni 1932 bedienten 76 Verkaufswagen mehr als 2000 Haltestellen im gesamten Berliner Stadtgebiet. Der krisengeschüttelte Detailhandel in der deutschen Hauptstadt reagierte ungehalten auf die ausländische Konkurrenz. Nach der Machtergreifung der NSDAP im Januar 1933 überzogen die Behörden das Unternehmen mit bürokratischen Schikanen und Mitglieder des Nationalsozialistischen Kampfbundes für den gewerblichen Mittelstand bedrohten die Kunden. Schliesslich erwiesen sich die Hindernisse als zu gross, weshalb die Gesellschafter im Herbst 1933 die Einstellung der Geschäftstätigkeit und die Liquidation beschlossen.
Als die Migros 1937 beabsichtigte, in Vaduz eine Filiale zu eröffnen, führte das Fürstentum Liechtenstein zum Schutz des einheimischen Gewerbes ein Warenhausverbot nach dem Vorbild des Schweizer Filialverbots ein. Die bis 1969 geltende Massnahme verfehlte ihre Wirkung, da die Bevölkerung zunehmend über die Grenze einkaufen ging. Im Juni 2013 eröffnete die Genossenschaft Migros Ostschweiz einen Supermarkt in Schaan. Ein weiterer Supermarkt soll Ende 2022 in Eschen eröffnet werden.

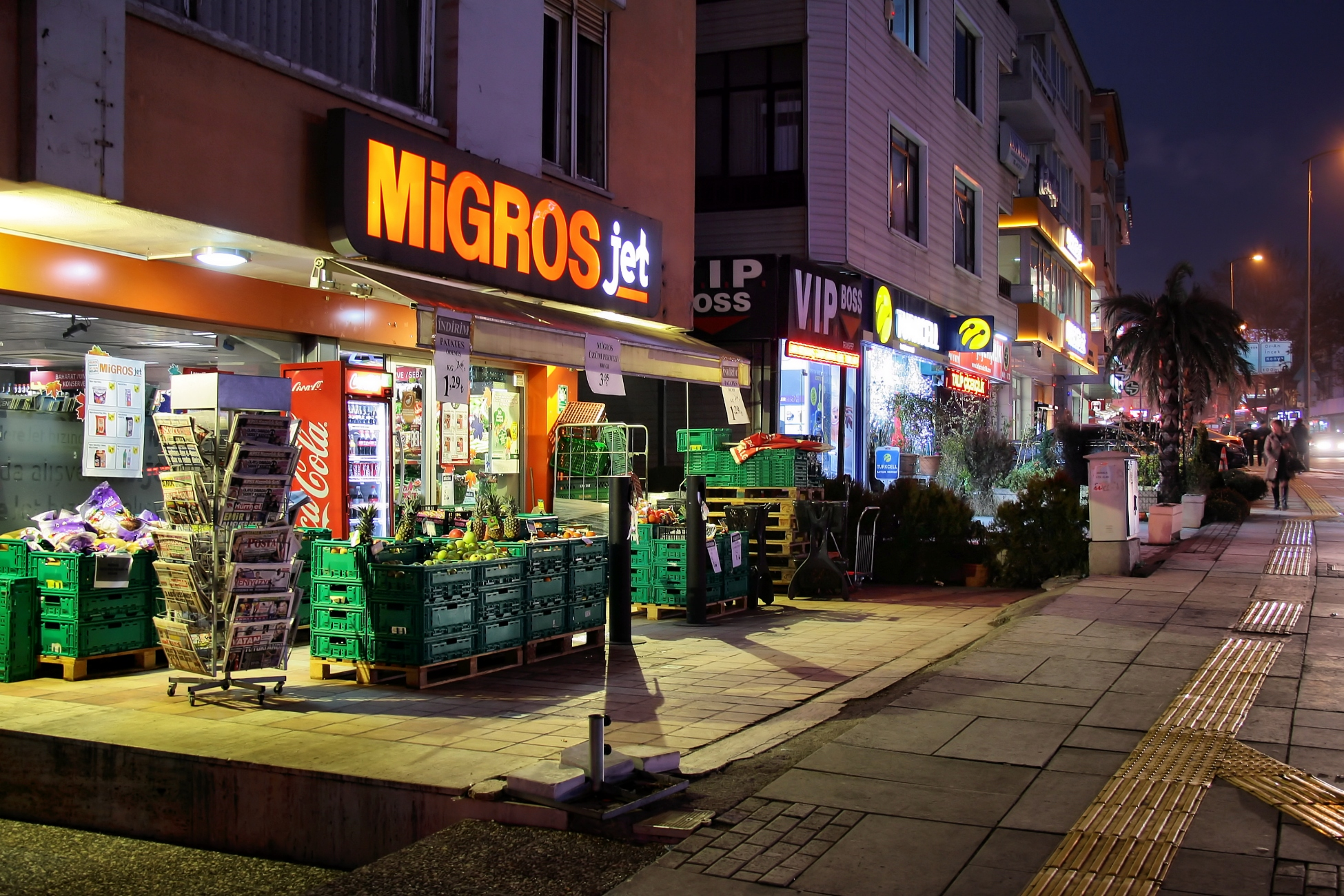
Filiale von Migros Türk in Ankara

1953 trat die Regierung der Türkei an Duttweiler heran und bat ihn um Unterstützung beim Aufbau eines Verkaufssystems. Im April 1954 gründete er in Istanbul mit lokalen Partnern die Migros Türk, die im Oktober 1955 ihre Tätigkeit mit Verkaufswagen aufnahm. In den nächsten 20 Jahren wuchs sie zu einem Unternehmen mit rund 700 Mitarbeitern an. Der MGB verkaufte im Februar 1975 die Migros Türk an die Koç Holding, welche die bisherige Corporate Identity beibehalten durfte. Laut offizieller Lesart sei es nach türkischem Recht nicht möglich gewesen, die Aktiengesellschaft in eine Genossenschaft umzuwandeln. Andererseits wurde gemutmasst, dass die Migros Türk kaum Geld verdient habe. Nicht über die Planungsphase hinaus kam die Expansion nach Spanien. Der Unternehmer Dionisio Sanz wollte eine Migros Ibérica gründen, mit der unabhängige Lebensmittelhändler vom Know-how der Migros profitieren sollten. Ein entsprechender Kooperationsvertrag wurde im April 1960 unterzeichnet, ein Jahr später scheiterte das Projekt an den strengen Kreditrestriktionen der spanischen Banken.

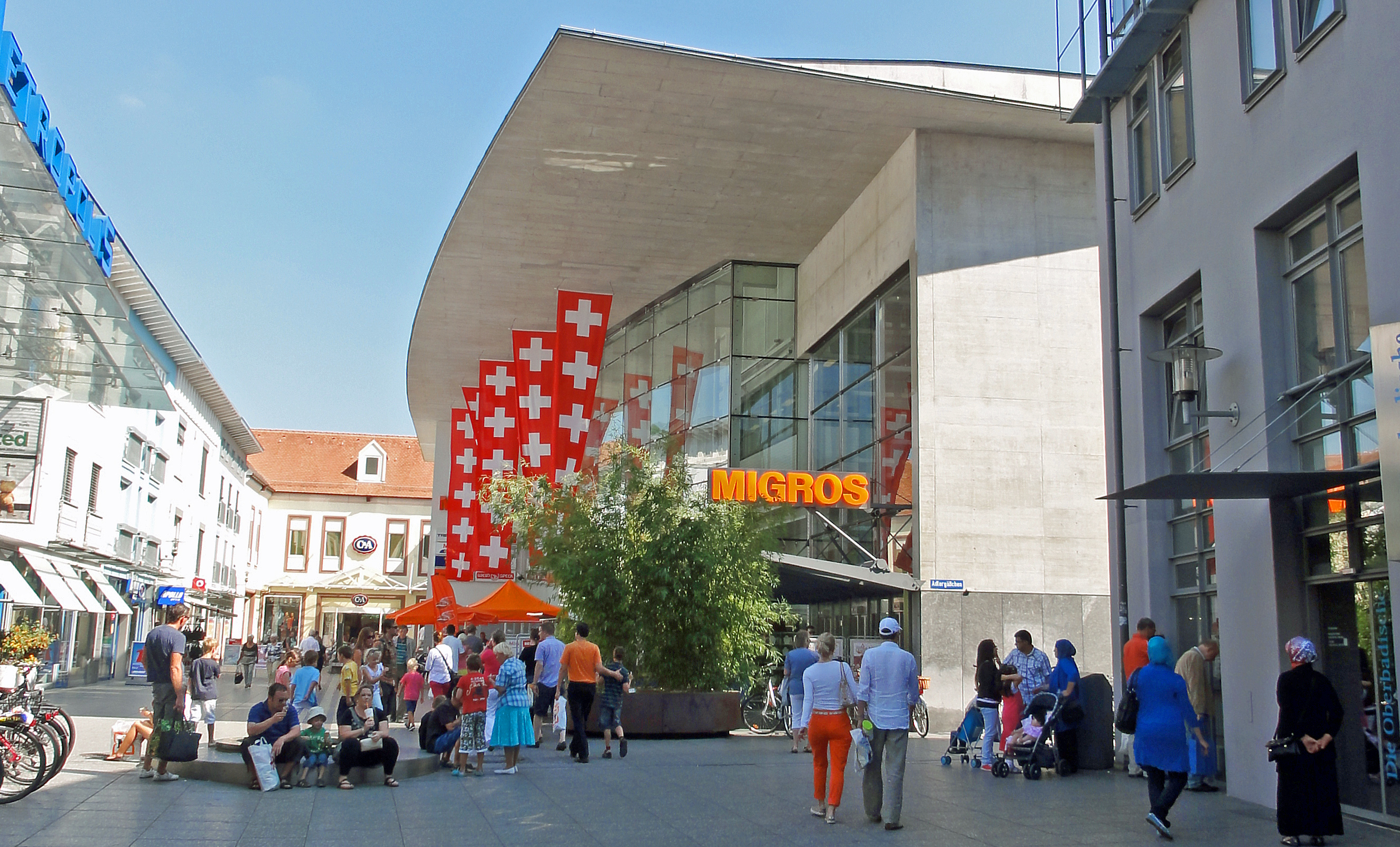
Ehemalige Filiale in Lörrach

Die in finanziellen Nöten steckende genossenschaftliche Detailhandelskette Konsum Österreich führte 1991/92 Kooperationsgespräche mit dem MGB, die zunächst ergebnislos verliefen. 1993 kam doch noch eine Kooperation in den Bereichen Warenbeschaffung, Logistik und Sortimentsgestaltung zustande. Für 60 kurz zuvor erworbene Filialen der Ketten Familia und Dogro im Westen Österreichs erhielt der MGB 25 Prozent der neu gegründeten KGM/familia-Gesellschaft. Ausserdem übernahm er die Hälfte der Anteile und die Unternehmensleitung der gemeinsamen Konsum-Migros-Warenhandelsgesellschaft. In der Folge verschärfte sich die finanzielle Lage von Konsum Österreich weiter. Der MGB war überrascht über das Ausmass der Verluste, fühlte sich von den österreichischen Partnern getäuscht und leitete im März 1995 den Rückzug ein. Kurz darauf begann die Liquidation von Konsum Österreich. Die Zusammenarbeit endete im Mai 1995 mit der Unterzeichnung der Auflösungsverträge. Es wird geschätzt, dass der MGB bei diesem Geschäft Abschreibungen in der Höhe von 300 Millionen Franken vornehmen musste.
1995 expandierte die Genossenschaft Migros Basel nach Deutschland und gründete die Tochtergesellschaft Migros Deutschland GmbH mit Sitz in Lörrach. Zur dort eröffneten Filiale kamen weitere in Bad Säckingen, Freiburg im Breisgau, Ludwigsburg, Ludwigshafen und Reutlingen hinzu. Das Geschäft war verlustbringend: 2008 bzw. 2012 mussten die Filialen in Bad Säckingen und Reutlingen geschlossen werden, die vier übrigen gingen im Oktober 2013 an Rewe über. Erfolg hatte hingegen die Société coopérative Migros Genève mit ihren Expansionsplänen in Frankreich. Zur Abdeckung der rund um den Kanton Genf gelegenen grenznahen Regionen in den Départements Ain und Haute-Savoie gründete sie die Tochtergesellschaft Migros France SA. Diese eröffnete 1993 ein Einkaufszentrum in Thoiry, 1994 ein weiteres in Étrembières. 2009 kam ein Supermarkt mit Freizeitzentrum in Neydens hinzu. Im Januar 2013 übernahm die Genossenschaft Migros Zürich das Handelsgeschäft der deutschen Supermarktkette Tegut mit Sitz in Fulda, die knapp 300 Filialen in sechs Bundesländern betreibt.
Die M-Industrie ging 2017 eine Kooperation mit der chinesischen Onlinehandelsplattform NetEase Kaola ein. Unter dem Namen Orange Garden vertrieb sie auf Kaola ein ausgewähltes Sortiment an Migros-Produkten wie Kaffee, Snacks und Getränke. Geplant waren ein Ausbau des Sortiments und der Vertrieb über weitere Online-Kanäle, doch im Dezember 2019 wurde die Zusammenarbeit beendet. Die 2017 begonnene Kooperation mit Chinas grösster Konsumentenplattform Tmall, einem Unternehmen der Alibaba Group, verlief zunächst ebenfalls harzig. 2018 startete der Onlineshop galaxus.de mit dem Verkauf in Deutschland, 2021 folgte galaxus.at in Österreich.

## Finanzdienstleistungen
In den ersten Jahren ihres Bestehens war die Migros für ihren Ausbau regelmässig auf Fremdkapital angewiesen, weshalb sie 1928 Anleihen herauszugeben begann. Der Umfang der Finanzaktivitäten nahm in der Nachkriegszeit sprunghaft zu, weshalb der MGB 1957 die Gründung einer eigenen Bank beschloss. Im Februar 1958 nahm die Migros Bank ihre Geschäftstätigkeit auf. Ihr Ziel war es, auch in der Finanzwirtschaft Kartelle und Preisabsprachen unter Druck zu setzen. Ab 1972 war sie auch in Düsseldorf vertreten. Die einzige ausländische Filiale konnte die in sie gesteckten Erwartungen jedoch nie ganz erfüllen und wurde im März 1992 an die Stadtsparkasse Düsseldorf verkauft. Sechs Jahrzehnte nach ihrer Gründung zählt die Migros Bank über 70 Filialen in der Schweiz und erweist sich als sehr profitabel, da sie rund die Hälfte des Gewinns der gesamten Migros-Gruppe erwirtschaftet.
Bei der Urabstimmung 1959 stimmten die Genossenschafter mit grosser Mehrheit der Grundsatzfrage zu, dass die Migros auch im Versicherungsgeschäft preisregulierend eingreifen soll. Noch im Juli desselben Jahres erfolgte die Gründung der Secura-Versicherungsgesellschaft. Sie war zunächst auf den Bereich der Automobilhaftpflicht spezialisiert, wo es ihr als erstes gelang, das Preiskartell zu durchbrechen. Später kamen weitere Angebote wie Lebensversicherung, Krankenkasse und Unfallversicherung hinzu. 1999 verkaufte der MGB Secura an den italienischen Konzern Generali.

## Engagement für Kultur und Bildung

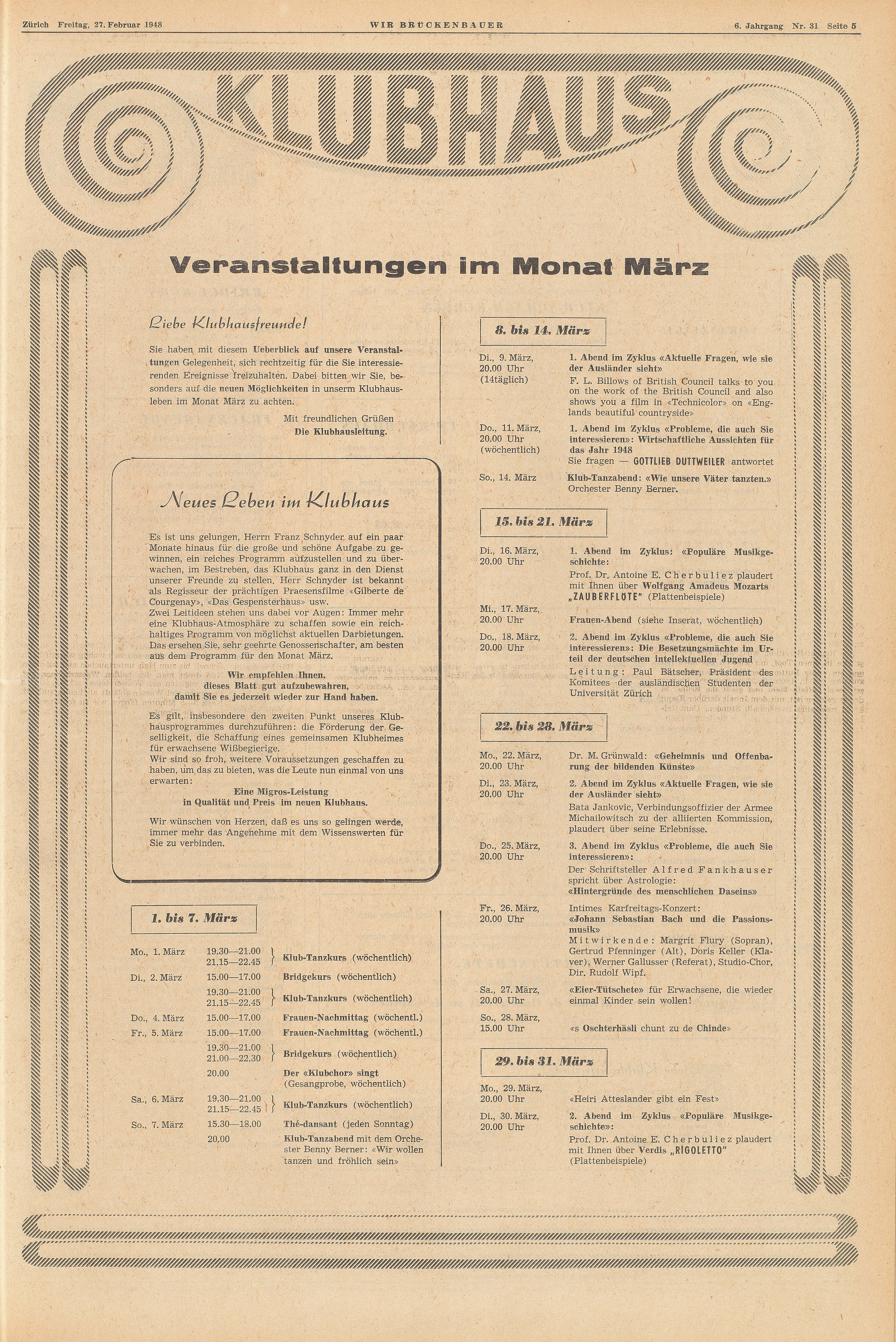
Programm der «Klubhauskonzerte» (März 1948)

Seit 1957 besteht das Migros-Kulturprozent, das aus einem Prozent des Grosshandelsumsatzes des MGB und einem halben Prozent des Detailhandelsumsatzes der angeschlossenen Genossenschaften gespeist wird. Damit soll, entsprechend dem Vermächtnis von Gottlieb Duttweiler, der Bevölkerung ein breiter Zugang zu Kultur und Bildung ermöglicht werden. Finanziert werden Institutionen und Veranstaltungen in den Bereichen Kultur, Gesellschaft, Bildung, Freizeit und Wirtschaft.
Das kulturelle Engagement reicht bis 1941 zurück, als der MGB begann, in regelmässigen Abständen Bücher an die Genossenschafter zu verschenken. Dafür kaufte er zunächst Restbestände literarischer Werke auf, was es breiten Bevölkerungsschichten ermöglichen sollte, eine eigene Hausbibliothek aufzubauen. Später gab der MGB Eigenpublikationen (meist Sachbücher) mit hoher Auflagenzahl heraus, wofür er bekannte Schweizer Schriftsteller und Fotografen engagierte. Die in drei Sprachen erschienene Reihe «Migros-Buchgaben» endete 1997 mit der 14. Publikation. Im April 1943 beteiligte sich der MGB an der Kapitalerhöhung der Filmproduktionsgesellschaft Praesens-Film. Duttweiler ging es vor allem darum, eine hochwertige Schweizer Filmproduktion zu unterstützen, die auch im Ausland Geltung erlangen sollte. Dies gelang unter anderem mit Marie-Louise oder Die letzte Chance, die als erste Schweizer Filme überhaupt mit einem Oscar bzw. einem Golden Globe ausgezeichnet wurden. 1965 zog sich der MGB aus dem Unternehmen zurück und unterstützt seither Filmprojekte individuell.
1944 warb die Migros für Sprachkurse zu konkurrenzlos günstigen Preisen. Es meldeten sich über 1400 Interessierte, worauf rasch Organisationsstrukturen geschaffen werden mussten, um den unerwarteten Andrang zu bewältigen. Damit war der Grundstein für die Klubschule Migros gelegt, das grösste Erwachsenen- und Weiterbildungsinstitut der Schweiz. Zu den Sprachkursen kamen bald Kunst- und Kunstgewerbekurse hinzu, in den folgenden Jahrzehnten auch solche für Handwerk, Sport, Fitness und Informatik. Ab 1956 organisierte die Migros Sprachreisen ins Ausland, die 1960 in die von ihr unterstützte Stiftung Eurocentres ausgelagert wurden.

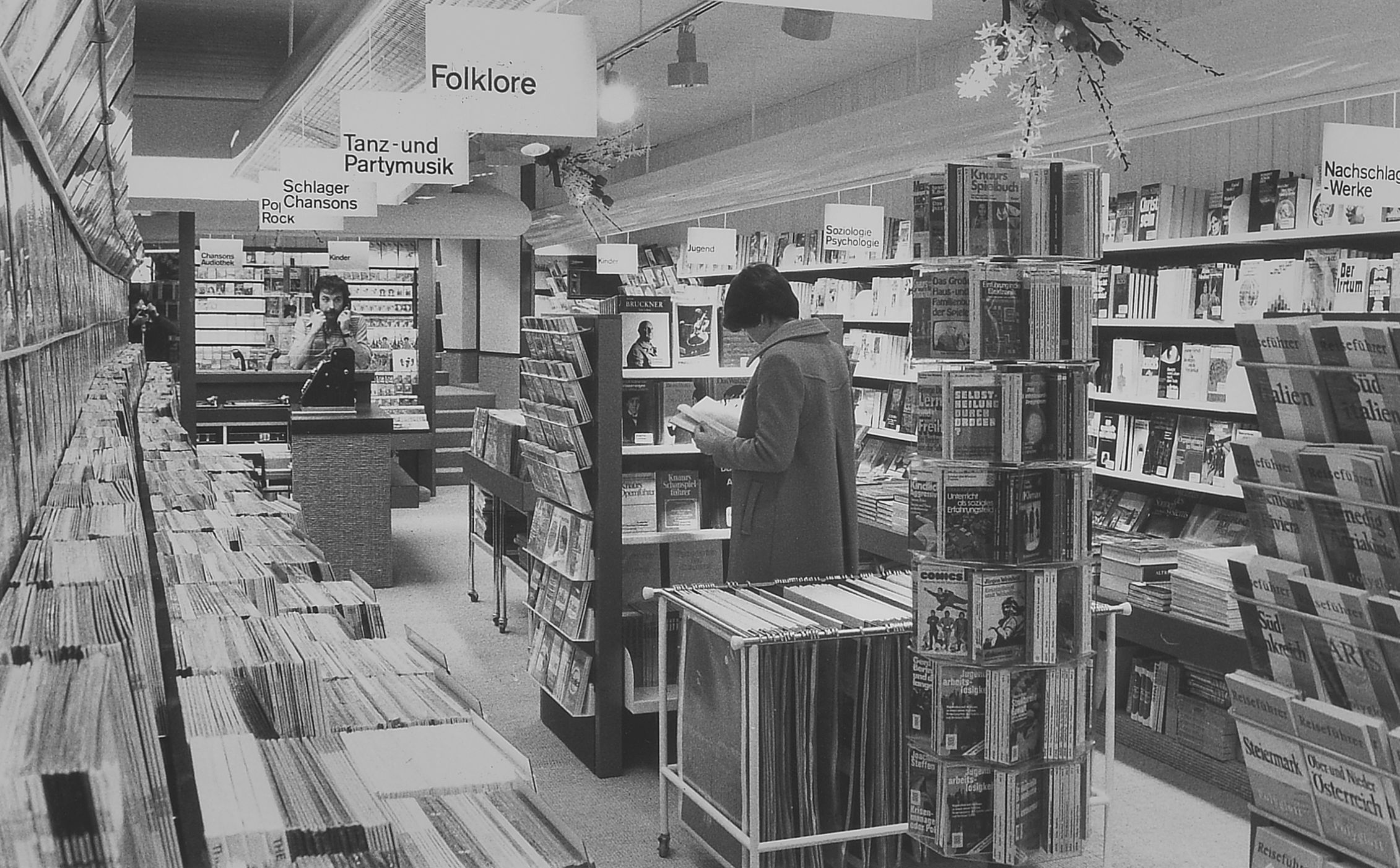
Ex-Libris-Filiale in Bern (1970)

Um auch Menschen den Zugang zur Kultur zu ermöglichen, die aus finanziellen oder sozialen Gründen davon ausgeschlossen waren, fanden 1947 erstmals «Klubhauskonzerte» statt – Aufführungen klassischer Musik zu erschwinglichen Preisen und ohne Zwang zu teurer Garderobe, wofür die Migros weltbekannte Chöre, Orchester und Dirigenten engagierte. Später kamen Theateraufführungen, bildende Kunst, Ausstellungen und andere Kulturveranstaltungen hinzu. Waren die Konzerte zunächst auf Zürich beschränkt, erfolgte später eine Dezentralisierung und Redimensionierung, da die grossen Ensembles zunehmend unbezahlbar wurden. Seit 2009 werden die klassischen Konzerte als «Kulturprozent Classics» vermarktet. Seit 1998 unterstützt das Kulturprozent die moderne Schweizer Musikszene mit der jährlichen Ausrichtung des Musikfestivals m4music. Zum zehnjährigen Jubiläum des Kundenbindungsprogramms M-Cumulus engagierte die Migros die Rolling Stones für ein Konzert, das am 11. August 2007 im Stade de la Pontaise in Lausanne stattfand; die 42'600 Zuschauer waren Gewinner eines Wettbewerbs gewesen.

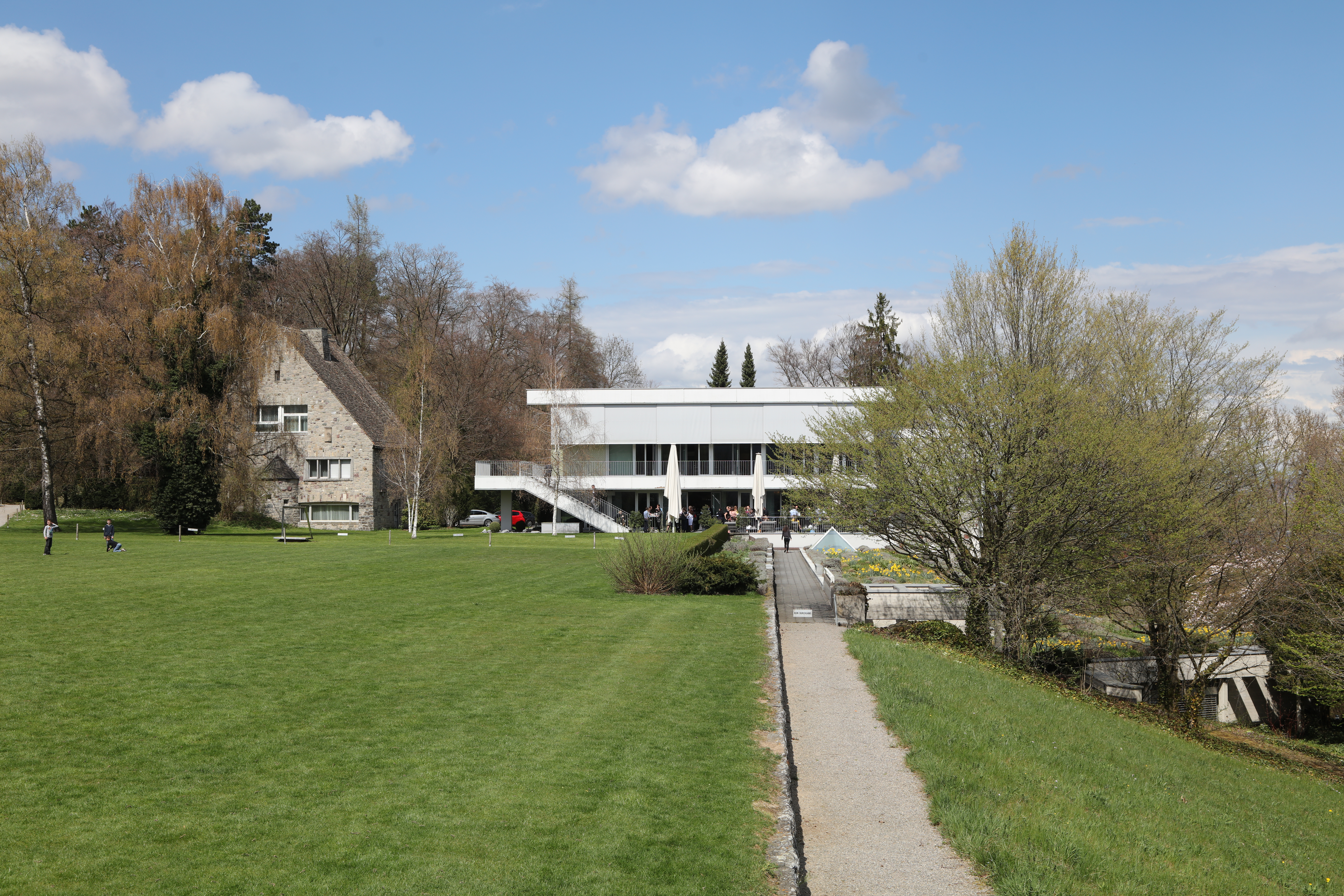
Gottlieb Duttweiler Institut

1950 wandte sich der Buchclub Ex Libris an Duttweiler und bat ihn um Unterstützung. Der MGB beteiligte sich und übernahm Ex Libris sechs Jahre später ganz. Das Angebot bestand aus Lizenzausgaben der wichtigsten Verlage des deutschsprachigen Raums, ab 1952 gehörten auch Schallplatten mitsamt Plattenspieler zum Angebot. Ex Libris wandelte sich zu einem Discountgeschäft mit mehreren Dutzend Filialen und war bis Mitte der 1980er Jahre auch als Verlag tätig. Angesichts des Strukturwandels im Internetzeitalter war in den 2010er Jahren eine erneute Strategieänderung im Sinne einer Digital Business Transformation erforderlich. Die Zahl der Filialen wurde deutlich reduziert und das Online-Angebot markant ausgebaut.
Mitte der 1950er Jahre begann Duttweiler Kunstwerke zeitgenössischer Schweizer Künstler anzukaufen, die zunächst zur Dekoration der Migros-Büros dienten. Die über die Jahrzehnte gewachsene Sammlung bildete den Grundstock für das im Mai 1996 in Zürich eröffnete Migros Museum für Gegenwartskunst. 1962, kurz vor seinem Tod, legte Duttweiler in Rüschlikon den Grundstein für das nach ihm benannte Gottlieb Duttweiler Institut (GDI). Die erste Denkfabrik der Schweiz nahm 1963 ihren Betrieb auf. Das GDI erforscht und diskutiert Konsum, Handel und Gesellschaft sowie aktuelle wirtschaftliche und gesellschaftliche Themen. Seit 1970 verleiht es in unregelmässigen Abständen den Gottlieb-Duttweiler-Preis und ehrt damit Menschen, die sich durch hervorragende Leistungen zum Wohle der Allgemeinheit verdient machen.

## Freizeit, Gesundheit und Sport

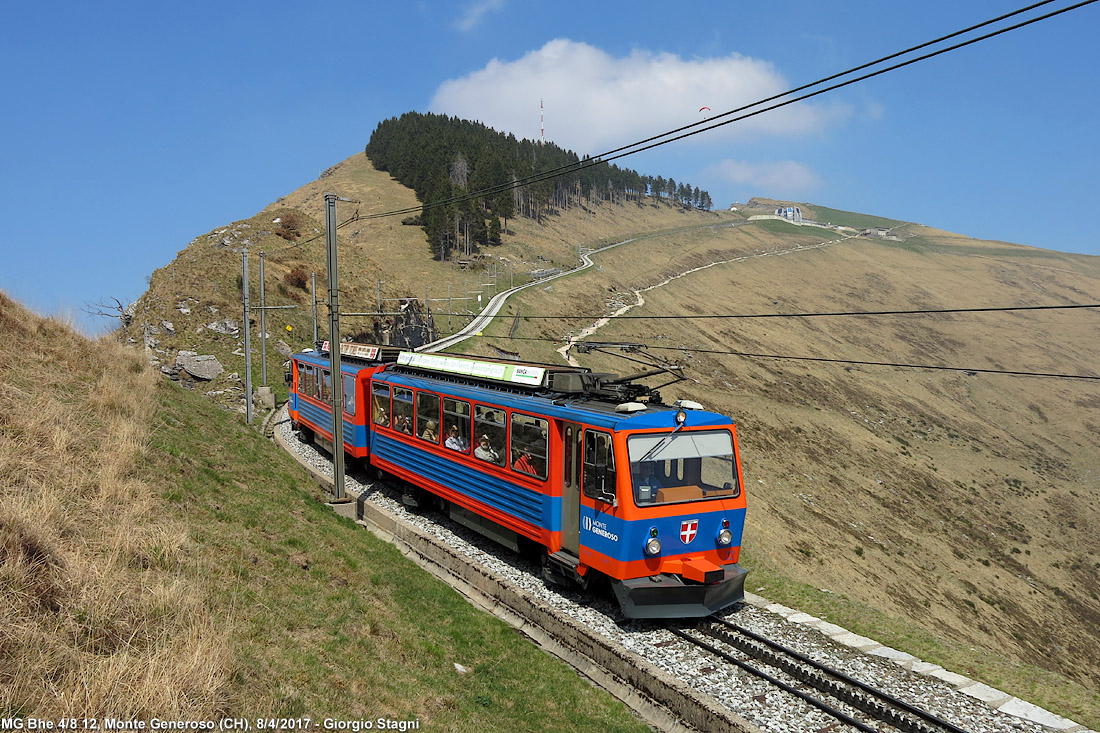
Monte-Generoso-Bahn

Mit dem im April 1935 ins Leben gerufenen Hotelplan begann die Migros auf den Freizeitmarkt einzuwirken und verhalf mit All-inclusive-Angeboten dem krisengeschüttelten Schweizer Tourismus zu einem Aufschwung. Ebenso schuf sie sich trotz des damals geltenden Filialverbots neue Wachstumsmöglichkeiten. Als der Tourismus zu Beginn des Zweiten Weltkriegs einbrach, gab es Überlegungen, den Hotelplan einzustellen. Die Verantwortlichen entschieden sich, die Organisation beizubehalten und vorübergehend in ein Reisebüro für Inlandreisen umzufunktionieren. Die betroffenen Mitarbeiter wurden nicht entlassen, sondern für einige kriegswirtschaftliche Funktionen wie das Rationierungswesen der Migros eingesetzt. Nach Kriegsende weitete der Hotelplan seine Aktivitäten markant aus und stieg durch eigenes Wachstum und dem Zukauf weiterer Unternehmen zum zweitgrössten Reiseveranstalter der Schweiz auf.
1941 erfuhr Gottlieb Duttweiler vom bevorstehenden Abbruch der Monte-Generoso-Bahn und erwarb sie spontan. Um die Migros nicht zu sehr zu belasten, gründete er eine Genossenschaft. Sie setzte die Anlagen instand, nahm den Bahnbetrieb wieder auf und sicherte so das Fortbestehen dieser Zahnradbahn. Vier Jahrzehnte später stiess die Genossenschaft an die Grenzen ihrer Leistungsfähigkeit und löste sich 1980 auf. An ihre Stelle trat eine Aktiengesellschaft des MGB. Zu Weihnachten 1946 überführte das Ehepaar Duttweiler seinen Grundbesitz in Rüschlikon in eine Stiftung und machte ihn als Park im Grüene der Öffentlichkeit zugänglich. Der MGB gründete drei weitere Stiftungen, um andere Grünflächen im Sinne der Duttweilers für die Freizeitgestaltung erhalten. Den Anfang machte 1971 der Signal de Bougy in Bougy-Villars, gefolgt 1978 vom Gelände der Grün 80 in Münchenstein. 1999 kam der Gurten südlich von Bern hinzu.
1959 erkannte die MGB-Geschäftsführung das Wachstumspotenzial von Do it yourself und eröffnete in Zürich-Albisrieden den ersten Fachmarkt dieser Art in der Schweiz. Neben Werkzeugen und Materialien aller Art gehörten damals auch handwerkliche Kurse zum Angebot. Der MGB legte diese Fachmärkte später mit den Gartenbauabteilungen zusammen und benannte sie in Do it + Garden um. 1998 ging der MGB zusätzlich eine Kooperation mit der deutschen Baumarkt-Handelskette Obi ein und betreibt seither mehrere Fachmärkte in der Schweiz als Franchise-Partner. 1968 lancierte der MGB die Uhren-Eigenmarke Mirexal und den Wecker m electronic. Der grosse Erfolg beider Produkte bewog die angeschlossenen Genossenschaften dazu, Elektronikprodukte zukünftig in den melecronics-Fachmärkten anzubieten.
Aus den Fitness-Kursen der Klubschule Migros entwickelte die Genossenschaft Migros Zürich 1983 ihr erstes eigentliches Fitnesscenter. Andere Genossenschaften folgten dem Beispiel und bauten eigene Ketten auf oder kauften diese zu. Heute sind mehr als 140 Fitness- und Wellness-Anlagen in der Schweiz und in Deutschland unter der Bezeichnung «Migros Fitness» zusammengefasst, womit die Migros-Genossenschaften der schweizweit grösste Anbieter in diesem Segment sind. 2010 erweiterten die Genossenschaften Aare, Luzern, Ostschweiz und Zürich ihr Angebot im stark wachsenden Gesundheitsmarkt, indem sie gemeinsam die Mehrheit an Medbase übernahmen. Durch weitere Übernahmen entwickelte sich Medbase zu einem bedeutenden Anbieter von Gesundheitsdienstleistungen.
1995 eröffnete der MGB einen Golfplatz in Hünenberg, um den als elitär empfundenen Golfsport in der Schweiz einer breiten Bevölkerungsschicht ohne Clubzugehörigkeit zugänglich zu machen. Heute sind unter dem Markennamen Migros Golfparks sechs Golfplätze (Signal de Bougy, Moossee, Oberkirch, Holzhäusern, Otelfingen, Waldkirch) und eine Übungsanlage zusammengefasst. Nach dem Motto "Golf für alle" Seit 1999 besteht eine Migros-eigene Fachmarktkette namens SportX, die auf Sportschuhe, -bekleidung und -ausrüstung spezialisiert ist. Mehrere regionale Genossenschaften betreiben ausserdem verschiedene Sportanlagen.

## Publizistik und Werbung

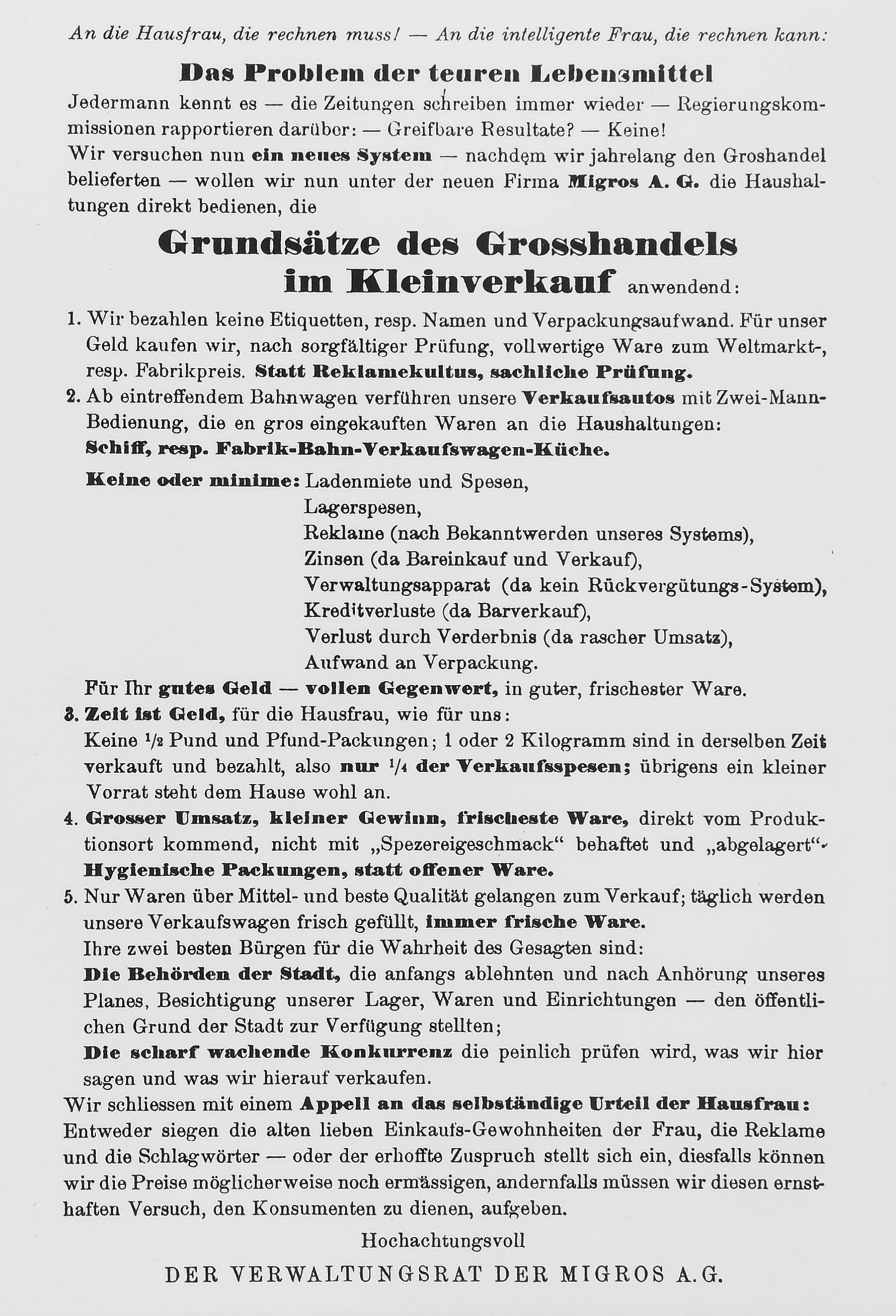
Erstes Flugblatt der Migros (1925)

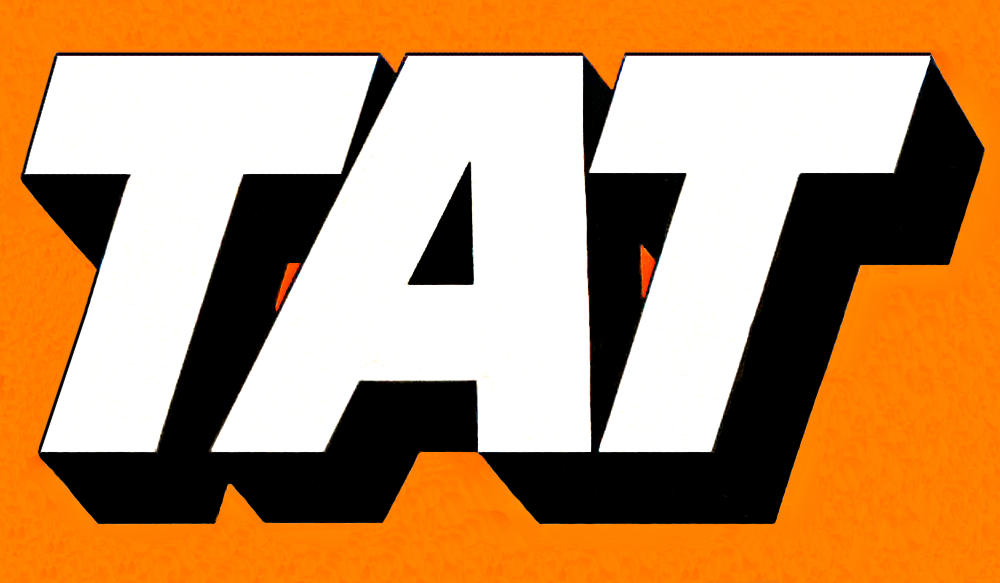
Logo Die Tat (1977)

Von Anfang an richtete sich die Werbung gezielt an Hausfrauen, dem Hauptkundensegment. Das erste Flugblatt begann mit den Worten: «An die Hausfrau, die rechnen muss! – An die intelligente Frau, die rechnen kann!» Zwar sorgten die Verkaufswagen für Aufsehen, wo immer sie anhielten, doch die Migros konnte nicht nach Belieben Inserate schalten, da Verbände und Konkurrenten die Verleger kleinerer Zeitungen massiv unter Druck setzten. Nebst Fahrplan und Preisliste enthielten die Flugblätter auch einen von Gottlieb Duttweiler und seiner volkswirtschaftlichen Beraterin Elsa Gasser verfassten Textteil mit Kommentaren und Analysen sowie den Zielen der Migros. Daraus entwickelte sich Migros – Die Brücke, eine mehrseitige Gratiszeitung, die alle drei bis vier Wochen an alle Haushalte im Einzugsgebiet verteilt wurde und das wichtigste publizistische Instrument der Anfangsjahre war.
Um die Migros einer noch breiteren Öffentlichkeit bekannt zu machen, ging Duttweiler dazu über, längere Artikel zu schreiben, die ab 17. Dezember 1927 wöchentlich in Form halbseitiger Inserate in bis zu 30 Zeitungen erschienen und Werbung mit Konsumpolitik vermischten. Die erste Ausgabe hiess noch Migros Nachrichten, alle weiteren Zeitung in der Zeitung. Zu Beginn wusste die Öffentlichkeit nicht, wer sie überhaupt schrieb. Erst in der 140. Ausgabe gab sich Duttweiler als Autor zu erkennen. Als einzelne Verlage dem Druck der Migros-Gegner nachgaben und die Inserate nicht mehr annahmen, wehrte sich Duttweiler, indem er die abgesprungenen Zeitungen jeweils prominent erwähnte und so den Ärger der treuen Leserschaft auf die Verlage lenkte. Andere Verlage schlossen Kompromisse und verweigerten die Zeitung in der Zeitung nur dann, wenn sie Angriffe auf inserierende Firmen enthielt. Mit Duttweilers Tod wurde das Erscheinen vorübergehend eingestellt. Nach einer vierjährigen Pause erschienen die Artikel ab 1966 wieder regelmässig. Die Migros stellte am 2. März 1996 das Erscheinen der Zeitung in der Zeitung endgültig ein.
Am 8. April 1938 erschien erstmals Azione, die italienischsprachige Gratis-Wochenzeitung der Migros-Genossenschafter im Kanton Tessin. Herausgeberin war zunächst die von der Migros gegründete Cooperativa Lavoro Ticinese, ab 1942 die Cooperativa Migros Ticino. Für die deutschsprachigen Genossenschafter erschien am 30. Juli 1942 die erste Ausgabe von Wir Brückenbauer mit einer Auflage von damals 110'000 Exemplaren. Zwei Jahre später, 8. Dezember 1944, erhielten schliesslich auch die französischsprachigen Genossenschafter ihre eigene Zeitung, Le Pionnier mit einer Startauflage von 6'000 Exemplaren (1947 in Construire umbenannt). Die deutsch- und französischsprachigen Publikationen heissen seit dem 25. Mai 2004 Migros-Magazin bzw. Migros Magazine. Dadurch soll der Bezug zur Migros wieder verdeutlicht werden, nachdem die alte Symbolik des Detailhändlers als «Brückenbauer» zwischen Produzenten und Konsumenten in Vergessenheit geraten war. Die Azione hingegen behielt ihren Namen bei. Heute beträgt die Auflage aller drei Zeitungen zusammen mehr als 2,1 Millionen.
Eng mit der Migros verbunden war die Zeitung Die Tat, die ab 12. November 1935 zunächst als wöchentliches Publikationsorgan des Landesrings der Unabhängigen erschien. Am 2. Oktober 1939 folgte die Umwandlung in eine Tageszeitung, die während ihrer Blütezeit eine Auflage von 40'000 Exemplaren erreichte. Allerdings war sie kaum je selbsttragend, weshalb sie jahrzehntelang vom MGB finanziell gestützt werden musste. Unter der Leitung von Roger Schawinski wurde sie am 4. April als Boulevardzeitung neu lanciert. Aufgrund von Auseinandersetzungen mit der Redaktion, die in einen Streik mündeten, stellte der MGB das Erscheinen der Zeitung am 25. September 1978 abrupt ein. 1941 richtete der MGB eine eigene Druckerei für seine Publikationen ein, die vier Jahre später den Namen Genossenschaft zur Limmat erhielt. Als die Kapazität nach 25 Jahren nicht mehr ausreichte, entstand in Spreitenbach die Druckerei Limmatdruck. Nach der Auslagerung des Zeitungsdrucks war sie ab 1991 nur noch für den Verpackungsdruck und Magazine zuständig, 2010 wurde sie verkauft.
Für die Migros produzierte Praesens-Film zwei Kino-Werbefilme. 1949 brachten renommierte Schauspieler wie Emil Hegetschweiler, Elsie Attenhofer und Fred Tanner in Familie M (gedreht von Sigfrit Steiner) den Zuschauern die Migros nahe. 1953 folgte die von Franz Schnyder gedrehte Fortsetzung Familie M Junior. Mit der weiten Verbreitung von Fernsehgeräten ab den 1960er Jahren ging die Migros dazu über, Werbespots in Auftrag zu geben. 1992 erhielt sie als erstes nicht-amerikanisches Unternehmen für eine nationale Fernsehkampagne den renommierten Clio Award. 2017 gab die Migros für Inserate, TV-Spots, Plakate und Online-Werbung in der Schweiz insgesamt 260 Millionen Franken aus, so viel wie kein anderes Unternehmen.

## Schifffahrtsbeteiligungen
Vor und während des Zweiten Weltkriegs war Duttweiler sehr an der Sicherstellung der wirtschaftlichen Landesverteidigung und am Aufbau der Schweizer Hochseeschifffahrt interessiert. Im Mai 1941 beteiligte sich der MGB an der Gründung der Maritime Suisse SA, einer Reederei mit Sitz in Basel. Auf Vermittlung des Teilhabers Marc Bloch erwarb er einen panamaischen Dampfer namens Generoso. Auch der zweite, im März 1943 in Dienst gestellte Dampfer Zürich war stark reparaturbedürftig. Bald kam es zu Unstimmigkeiten, als Bloch versuchte, die Aktienmehrheit an sich zu reissen. Er tat dies wohl auf Druck des Eidgenössischen Kriegstransportamtes, das Duttweiler politisch schaden wollte. Der MGB und zwei weitere Teilhaber wollten keine unnötigen Risiken eingehen und verkauften ihre Anteile im September 1943 unter Wert. Die Maritime Suisse SA ging 1948 in Konkurs. Wegen der beim Rückzug eingegangenen Wechselverpflichtungen forderte der Konkursverwalter im März 1953 den MGB zur Bezahlung von 785'100 Franken auf. Der MGB bestritt diese Forderungen, unterlag aber im Februar 1959 vor Bundesgericht und überwies 628'084 Franken (die Forderung war wegen Blochs schlechter Geschäftsführung reduziert worden).

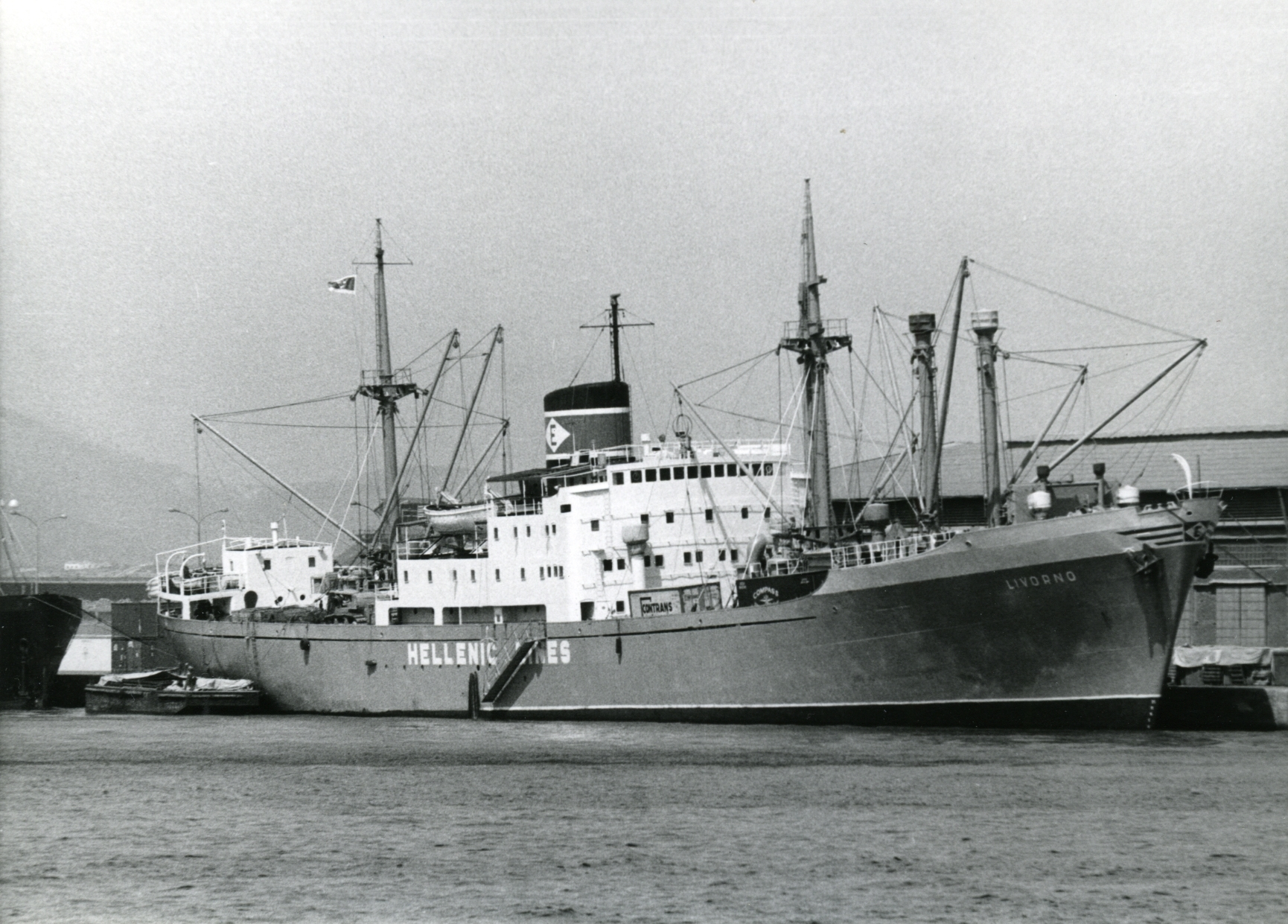
Die Livorno (ehemals Adele) im Jahr 1971

Ab August 1951 verfolgte Duttweiler erneut Schifffahrtsprojekte, als er zusammen mit Ernst Göhner die Reederei Zürich AG mit einem Aktienkapital von 3,5 Millionen Franken gründete. Ein Jahr später stellte die Stülcken-Werft in Hamburg in ihrem Auftrag zwei moderne Frachtschiffe fertig, die nach den Ehefrauen der Gründer benannt waren, Adele und Amelia. Die Eidgenossenschaft finanzierte 75 Prozent der Baukosten mit der Auflage, dass die Schiffe in Krisenzeiten sofort zur Verfügung gestellt werden. Im Juni 1954 erwarb der MGB zusätzlich die Rheinreederei AG mit Sitz in Genf, die in der Rheinschifffahrt involviert war. Aus organisatorischen Gründen fusionierten beide Reedereien 1963 zur Rheinreederei Zürich AG mit Sitz in Basel. Diese gab 1970 die Hochseeschifffahrt auf, für die Binnenschifffahrt verfügte sie damals über zwölf Motorgüterschiffe und vier Motortankschiffe.
1980 beteiligte sich der MGB an der Schweizerischen Reederei und Neptun AG (SRN) und übernahm 1984 die Aktienmehrheit. Im März 1986 schuf er eine Betriebsgemeinschaft zwischen der Reederei Zürich AG und der SRN, um beide Rheinflotten zu vereinen. Trotz dieser Massnahme erwirtschaftete die SRN hohe Verluste. Erst 1997 gelang es ihr, wieder schwarze Zahlen zu schreiben. Währenddessen wurde die Reederei Zürich AG im September 1996 aus dem Handelsregister gelöscht. Zwar erwirtschaftete die SRN 1999 einen Gewinn von 200 Millionen Franken, doch der MGB befand, dass sie zu klein sei, um sich längerfristig am Markt behaupten zu können. Im Februar 2000 ging die SRN an die deutsche Rhenus-Gruppe über.

## Politischer Einfluss
Die Schikanierung seines Unternehmens durch Verbände und Behörden trieb Migros-Gründer Duttweiler dazu, selbst auf die Politik einzuwirken. Dies tat er zunächst mittels Petitionen, Referenden, Zeitungsartikeln und Vorträgen. Für die Nationalratswahlen 1935 stellte er eine «Liste der Unabhängigen» zusammen, die auf Anhieb sieben Sitze errang. Die neue Gruppierung sollte die Interessen der Arbeitnehmer und vor allem der Konsumenten vertreten sowie auf parlamentarischer Ebene die Macht der Interessengruppen und Kartelle bekämpfen. Ein Jahr später wandelte sich die lose Vereinigung in eine politische Partei, den Landesring der Unabhängigen (LdU). 1967 erreichte die Partei ihren Höhepunkt mit 16 Sitzen im Nationalrat und einem Sitz im Ständerat. Obwohl Duttweiler mehrmals versucht hatte, den LdU finanziell auf eine breite Basis zu stellen, trugen er und der MGB den grössten Teil der Kosten.
Nach Duttweilers Tod bestanden die engen Bindungen weiter. In den 1960er Jahren sollen dem LdU jährlich 1,5 Millionen Franken für politische Zwecke zur Verfügung gestanden haben. Gemäss einer Vereinbarung von 1979 unterstützte der MGB den LdU «ideell und finanziell, solange sich dieser im Rahmen des Ideenguts des sozialen Liberalismus bewegt». Jährlich erhielt die Partei zwischen 3 und 3,5 Millionen Franken. Als in den 1980er Jahren der ökologische Flügel die Partei zu dominieren begann und zunehmend radikalere Forderungen stellte, ergaben sich immer häufiger Konfliktpunkte mit den unternehmerischen Tätigkeiten der Migros-Gruppe, weshalb die Unterstützungsbeiträge ab 1985 sukzessive verringert wurden; zuletzt betrugen sie noch 600'000 Franken jährlich. Dass in den 1990er Jahren überhaupt noch Geld floss, ist vor allem auf die Intervention von LdU-Ständerätin Monika Weber zurückzuführen, die auch Mitglied der Migros-Direktion war. Der LdU verlor kontinuierlich an Einfluss und errang bei den Nationalratswahlen 1999 nur noch einen Sitz. Am 4. Dezember 1999 beschloss die Partei ihre Auflösung auf nationaler Ebene, einzelne lokale Ableger halten sich unter anderen Namen bis heute. Gemäss Eigendarstellung leistet die Migros heute keine direkte Parteienfinanzierung mehr. Um ihre Anliegen in den politischen Prozess einzubringen, gehört sie zwei Organisationen an, der IG Detailhandel Schweiz und der IG Agrarstandort Schweiz.
Die Migros beteiligt sich aktiv an Abstimmungskampagnen zu Referenden und Volksinitiativen, wenn ihre Eigeninteressen oder jene der Konsumenten betroffen sind – früher oft zusammen mit dem LdU. Die erste Niederlage hinnehmen musste sie 1944 beim Referendum gegen das ihrer Ansicht nach zu wenig strenge Gesetz über den unlauteren Wettbewerb 1952 unterlag sie beim Referendum gegen das revidierte Landwirtschaftsgesetz, das ihrer Ansicht nach zu protektionistisch ausgefallen sei und höhere Preise verursache. 1957 setzte sie sich vergeblich gegen die befristete Verlängerung der Brotgetreidordnung ein, da die aus kriegswirtschaftlichen Gründen eingeführte Verbilligung von Brot nicht mehr notwendig sei und den freien Handel behindere. Eine deutliche Niederlage erlitt 1958 die nur von der Migros und dem LdU unterstützte Volksinitiative «gegen den Missbrauch wirtschaftlicher Macht», welche die Bekämpfung des Missbrauchs von Kartellen durch Preisvereinbarungen zum Ziel hatte. Ebenfalls chancenlos waren sie 1960 mit ihrem Referendum gegen den Milchwirtschaftsbeschluss, den sie als sinnbildlich für das Versagen einer überregulierten Landwirtschaft betrachteten. Zwar wurden beim neuen Milchbeschluss 1965 zahlreiche Kritikpunkte berücksichtigt (insbesondere die Freigabe des Pastmilchverkaufs), der Migros ging die Marktliberalisierung aber zu wenig weit. Sie scheiterte mit ihrem Referendum deutlich. Nur sehr knapp angenommen wurde 1970 der unter anderem von der Migros bekämpfte Zuckerbeschluss, der Subventionen für die Schweizer Zuckerfabriken und höhere Zollabgaben auf importierten Zucker vorsah. Die Migros konnte aber auch einige Erfolge verbuchen. 1951 ergriff sie erfolgreich das Referendum gegen die Autotransportordnung, die eine staatliche Regulierung des gewerbsmässigen Personen- und Gütertransports auf der Strasse vorgesehen hatte. Ebenfalls erfolgreich war sie 1986 mit dem Referendum gegen einen weiteren protektionistischen Zuckerbeschluss, mit dem die Anbaufläche für Zuckerrüben und die Zollabgaben auf Importzucker hätten erhöht werden sollen. Schliesslich brachte sie 1990 den Rebbaubeschluss zu Fall. Zwar verkauft die Migros seit jeher keinen Wein, doch ging es ihr hier vor allem um das Prinzip, dass übermässiger Protektionismus in der Landwirtschaft die Preise in die Höhe treibt und somit schädlich für die Konsumenten sei.

## Entwicklung der Kennzahlen
Kennzahlen bis und mit 2010: siehe Chronik der Migros 1925–2012 – Porträt eines dynamischen Unternehmens.
| Jahr | Umsatz in Mio. Fr. | Mitarbeiter | Läden | Verkaufs- wagen | Genossen- schafter |
| ---- | ------------------ | ----------- | ----- | --------------- | ------------------ |
| 1925 | 00'01              | 000'25      |       | 009             |                    |
| 1930 | 00'17              | 00'360      | 021   | 027             |                    |
| 1935 | 00'58              |             | 100   | 045             |                    |
| 1940 | 00'72              |             | 100   | 045             |                    |
| 1945 | 0'085              | 02'355      | 109   | 056             | 132'766            |
| 1950 | 0'254              | 04'533      | 217   | 077             | 238'809            |
| 1955 | 0'426              | 07'484      | 301   | 072             | 348'284            |
| 1960 | 0'887              | 14'669      | 383   | 131             | 563'551            |
| 1965 | 1'926              | 24'012      | 443   | 144             | 758'954            |
| 1970 | 3'332              | 29'153      | 443   | 131             | 872'094            |

| Jahr | Umsatz Genossen- schaften in Mio. Fr. | Konzernumsatz in Mio. Fr. | Mitarbeiter | Läden | Verkaufs- wagen | Genossen- schafter |
| ---- | ------------------------------------- | ------------------------- | ----------- | ----- | --------------- | ------------------ |
| 1975 | 05'680                                | 06'528                    | 032'916     | 446   | 119             | 1'040'717          |
| 1980 | 07'126                                | 08'343                    | 039'022     | 466   | 114             | 1'145'075          |
| 1985 | 09'046                                | 10'634                    | 041'828     | 504   | 107             | 1'360'768          |
| 1990 | 11'454                                | 13'683                    | 050'397     | 541   | 091             | 1'520'490          |
| 1995 | 12'991                                | 16'038                    | 072'794     | 573   | 068             | 1'566'374          |
| 2000 | 13'438                                | 19'654                    | 080'948     | 582   | 013             | 1'853'382          |
| 2005 | 14'621                                | 20'385                    | 081'048     | 590   | 002             | 1'982'033          |
| 2010 | 15'164                                | 25'040                    | 083'616     | 610   |                 | 2'086'294          |
| 2015 | 15'613                                | 27'407                    | 100'373     | 659   |                 | 2'166'145          |
| 2020 | 16'559                                | 29'189                    | 099'155     | 726   |                 | 2'268'184          |